# Dinara
Dinara este un lanț montan situat în estul Croației și vestul Bosniei și Herțegovinei, pe linia de frontieră dintre cele două țări. Vârful Dinara (sau Sinjal, 1.831 m) este un vârf montan din masivul omonim care constituie punctul de maximă altitudine din Croația. Deși poartă numele masivului, vârful Dinara nu este vârf principal, cele mai înalte vârfuri fiind Troglav („Trei vârfuri”, 1.912 m) și Konj (muntele Kamešnica, 1.855 m), ambele situate în Bosnia și Herțegovina.
Dinara constituie eponimul sistemului montan Alpii Dinarici din vestul Peninsulei Balcanice. Nu este neobișnuit ca aceeași zonă să poarte denumiri diferite în Croația și în Bosnia, ceea ce indică faptul că pentru o lungă perioadă de timp Dinara a fost, și este încă, o graniță naturală între cele două țări.

## Toponimie
Originea numelui este incertă. În vechime, muntele era denumit Ἀdrias ὅros (în greacă veche Ἀδρίας ὅρος, în traducere „hotarul Adriaticii”) sau Mons Ardio (din latină arduum, în traducere „abrupt”, „anevoios”). Ilirii considerau Dinara un munte sacru pe care îl numeau Troura sau Triget. Numele din prezent poate proveni de la numele unui trib ilirian care locuia pe versanții săi estici, sau de la denumirea unei așezări din regiune. Potrivit istoricului croat Ferdo Šišić, termenul Dinara se aseamănă cu Dindari, numele unui trib iliric care locuia pe malul vestic al Văii Drinei.
Oamenii din zona Kijevo mai numesc vârful Dinara și Sinjal („semnal”), cu referire la marcajul topografic care a fost ridicat pe vârf.

## Istoric
Regiunea a fost locuită din vremuri străvechi, cele mai timpurii mărturii istorice descoperite fiind cele scrise în piatră și relicvele materiale ale culturilor din acea vreme, topoare de piatră, pietre de moară, cuțite, săgeți și ceramică, multe expuse în muzeul din Sinj. Acest teritoriu a fost guvernat de Imperiul Roman mai bine de 600 de ani, cronicile indicând anterior prezența unui mare trib iliric numit de romani Dalmatae, care a dat numele provinciei Dalmația, numită anterior Illyricum. După năvălirea triburilor avarice și slave, croații s-au format și au rămas până în prezent principalul subiect etnic în regiunea sudică a masivului Dinara.
Dinara constituie o graniță naturală între Dalmația, partea de sud a Croației, și Bosnia, funcționând ca un zid înalt care desparte două lumi diferite: una mediteraneană, spre sud, și una continentală, spre nord. În istoria poporului croat, această barieră a jucat un rol foarte important. Primul stat croat s-a născut la adăpostul versanților muntelui Dinara și, de-a lungul mai multor secole, „zidul” a asigurat o protecție naturală împotriva turcilor, zădărnicindu-le invaziile spre sud.
Locul de naștere al statului croat, de la primul cneaz (în croată кнез, transliterat: knez) în secolul al IX-lea și până la moartea ultimului membru al dinastiei croate (Trpimirović) în 1091, a fost teritoriul mărginit de râurile Cetina și Zrmanja. Vestigii arheologice de o mare valoare au fost descoperite în Knin, Biskupija și Cetina (Civljane), toate situate la poalele Dinarei, amintiri ale perioadei medievale croate. Knin a fost capitala conducătorilor medievali croați, în timp ce Biskupija a fost sediul episcopiei croate (episcopus Chroatorum) care avea dreptul de a ține slujbe religioase în slavona bisericească din 1040 până la desființarea sa în 1493, găzduind și vechi biserici romanice timpurii. Satul Cetina (Civljane), situat chiar la poalele masivului Dinara, găzduiește biserica „Sfânta Mântuire” din secolul al IX-lea. Tot acest spațiu dintre râurile Zrmanja și Cetina și toate aceste locații constituie pietrele de temelie ale identității naționale croate și sunt cruciale pentru orientarea sa romano-catolică occidentală.
Granița de stat din prezent dintre Croația și Bosnia și Herțegovina de pe muntele Dinara se întinde de-a lungul așa-numitei linii Mocenigo, de-a lungul căreia au fost demarcate posesiunile Imperiului Otoman și ale Republicii Venețiene în secolul al XVIII-lea. După războiul Moreei din 1715 și pacea de la Požarevac din 1718, linia de graniță a fost stabilită pe teren în perioada 1721-1723 de către furnizorul venețian din Dalmația Alvise Mocenigo și plenipotențiarul otoman Mehmed Sialy.
Și în perioada contemporană, muntele Dinara este foarte important din punct de vedere strategic pentru Croația, deoarece toate mișcările și traficul dintre coasta Mării Adriatice și regiunea continentală pot fi controlate de pe vârfurile montane. În timpul Războiului de Independență al Croației, muntele a oferit protecție soldaților armatei croate, iar acțiunea militar-polițienească Operațiunea Furtuna din 1995 a demarat pe versanții acestuia. Liniile rebelilor sârbi de pe câmpurile Dinara și Livno au fost rupte în ajunul Crăciunului 1994, după care vârfurile munților au căzut sub controlul armatei croate și al formațiunilor croaților bosniaci. Acest lucru a permis avansul ulterior al soldaților croați către orașul Knin și alte regiuni croate ocupate. În vara anului 1995, după eliberarea orașului Bosansko Grahovo, unitățile armatei croate au continuat ofensiva îndreptându-se spre orașul Knin și eliberând întregul teritoriu care se afla sub ocupația rebelilor sârbi asistați de fosta armată iugoslavă.

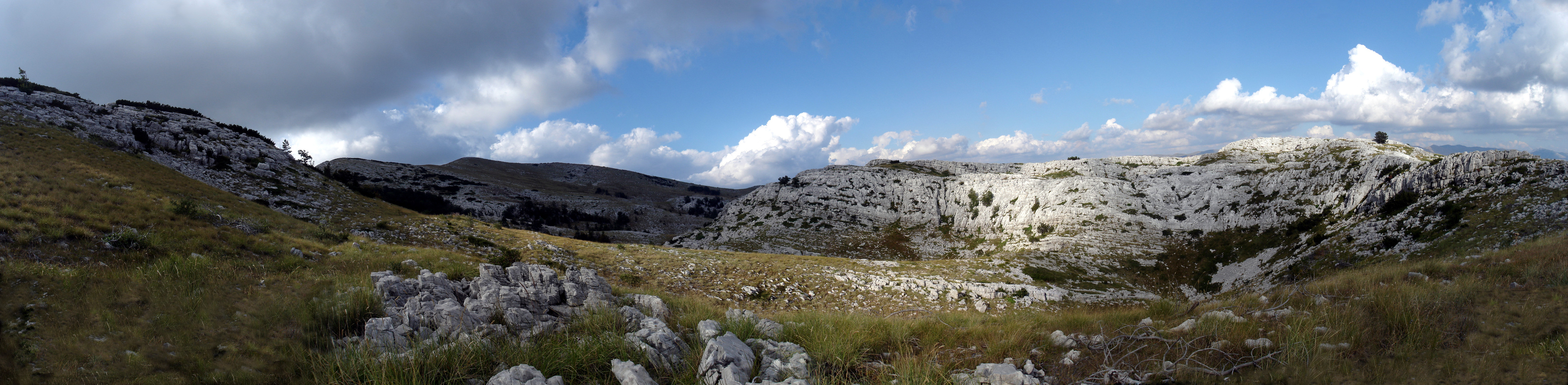

## Geografie
Masivul Dinara are o lungime de 100 de kilometri și o lățime de până la 10 km, iar cele mai înalte vârfuri ale sale sunt Troglav („Trei vârfuri”, 1.912 m), Konj (muntele Kamešnica, 1.855 m), Dinara (Sinjal, 1.831 m) și Ilica (Ujilica, 1.654 m).
Lanțul montan lung al Dinarei este împărțit în 5 unități montane despărțite de principalele văi transversale: 
- Ilica (1.654 m), numită și Ujilica sau Vilica, este masa montană cea mai nordică, situată între izvorul râului Una în nord-vest și trecătoarea prin care trece drumul Knin-Grahovo (Bosansko Grahovo), în sud-est,
- Dinara (1.831 m), de la drumul Knin-Grahovo (Bosansko Grahovo) până la bazinul satului Uništa din Bosnia și valea Privija,
- Troglav (1.913 m), aceasta este cea mai înaltă creastă a masivului Dinara, extinzându-se spre sud-vest până la trecătoarea Vaganj-Prolog,
- Kamešnica (1.855 m), de la trecătoarea Vaganj-Prolog până la lacul Buško și zona satului croat Voštane,
- Tovarnica (1.285 m), cel mai sudic munte al masivului Dinara, se întinde la sud-est de satul Voštane[10].

În literatura de alpinism, se poate găsi o împărțire a masivului Dinara în 4 părți, excluzând Tovarnica ca unitate montană separată.
Muntele Dinara se întinde de la valea Derala (965 m) în nord-vest până la valea Privija (1.230 m) în sud-estul Croației, având 20 km lungime și aproape 10 km lățime. Versantul de sud-vest al muntelui Dinara este un perete de stâncă impresionant, cu înălțime de câteva sute de metri, clar vizibil din Dalmația învecinată. Având o proeminență de 728 de metri (cea mai mare din Croația), muntele Dinara, chiar nefiind cel mai înalt din masiv, a ajuns totuși să dea numele întregului lanț montan și uneia dintre principalele regiuni montane ale Europei, Alpii Dinarici.
Prin această regiune carstică trece râul Cetina, care izvorăște din apropierea satului omonim de la poalele muntelui Dinara, după care a fost numit, și străbate peste 100 de kilometri până la gura sa de vărsare din orașul Omiš, cândva un loc cunoscut al piraților. Izvorul râului Cetina este un izvor carstic tipic, care formează un mic lac întunecat într-o dolină stâncoasă. Nu departe de izvor se află peștera Vrlika, încă neexplorată complet, dar considerată cel mai mare complex speologic din Croația.
În același timp, există o rețea complexă de ape subterane, dintre care cele mai multe se varsă în bazinul hidrografic al râului Cetina, celelalte alimentând bazinul hidrografic al râului Krka. Ocazional, numeroasele izvoare de la poalele Dinarei caracterizate de cantități mari de apă din subteran inundă câmpurile carstice care conțin pajiști și habitate de zone umede semnificative din punct de vedere al biodiversității.
Carstul dinaric din Croația este deosebit datorită grosimii maselor de carbonați care pot ajunge până la câțiva kilometri. Tectonica activă în aceste sedimente și adâncimile mari de substraturi impermeabile generează procese carstice care creează canalele abrupte sau chiar verticale ale peșterilor. Zonele situate de-a lungul coastei Mării Adriatice sunt deosebite, datorită apariției izvoarelor subacvatice de apă dulce (vruljas). Peșterile de peste 55 km lungime, cele mai adânci izvoare carstice active (peste 250 m adâncime) și dolinele (peste 500 m adâncime) sunt specifice acestei zone.

### Geologie
Din punct de vedere geologic, Dinara este o zonă carstică formată în principal din calcar cretacic și jurasic. Procesele de carstificare sunt foarte pronunțate și întreaga zonă este caracterizată de numeroase fenomene morfologice carstice: câmpuri, doline, podișuri, precum și un număr mare de peșteri.
Carstul Dinaric al Croației s-a format într-o zonă activă tectonic, unde mai multe plăci geotectonice de dimensiuni variabile sunt în contact direct. Placa tectonică Africană, cu placa sa Adriatică mai mică, se extinde spre nord, către Alpi. Placa Adriatică se scufundă sub placa Dinarică, partea de bază a Munților Dinarici. Prin urmare, aceasta este o zonă seismică paleo și neotectonic activă, cu multe cutremure. Întrucât aceste zone sunt compuse în principal din roci carbonatice solubile (în mare parte din mezozoic și cenozoic) care au o grosime de până la 8 km, cu condiții hidrogeologice favorabile, procesele de carstificare sunt foarte evidente.
Zona se caracterizează prin lipsa apei, în special în timpul verilor lipsite de precipitații. Lipsa apelor curgătoare pe munte se explică prin structura sa poroasă de calcar. Apa de suprafață poate fi găsită doar în mici zone umede și acumulări provenite din gheața topită. Zona este caracterizată de formațiuni carstice din calcar și lipsa unui sol fertil, a precipitațiilor și a vegetației.

### Climă
Muntele Dinara este o graniță naturală între climatul mediteranean de pe coasta Adriaticii și climatul continental de dincolo de zona înaltă. La poalele muntelui (300-700 m altitudine) predomină un climat blând, cald, cu veri secetoase, iar temperatura medie în luna cea mai rece nu scade sub −3 °C. Până la altitudinea de 1.000 m, clima se caracterizează prin veri umede și calde, în timp ce la altitudini de peste 1.500 m, clima este umedă și boreală, cu veri răcoroase și strat de zăpadă care acoperă vârfurile munților din noiembrie până în aprilie și formează bazine de gheață topită pe timpul verii.
În zona înaltă a masivului Dinara, temperatura medie anuală variază între 2 °C și 4 °C, precipitațiile medii anuale ajung până la 3.500 mm, înregistrându-se 1.700-1.900 de ore cu soare pe an.
În iunie 2016, pe Dinara a fost instalată prima stație meteorologică automată, plasată în vecinătatea refugiului montan Puma, la 1.630 de metri altitudine, sub vârful Velika Duvjakuša. Stația înregistrează parametri meteorologici precum temperatura, umiditatea și presiunea aerului, viteza vântului, cantitatea de precipitații, indicele UV, numărul de ore de soare și le publică pe internet în timp real. Stația deține și camere meteorologice panoramice. Pe 9 octombrie 2020, pe vârful Dinara (Sinjal) a fost instalată o stație meteorologică automată.

## Parcul Natural Dinara
Înființat la 05 februarie 2021, Parcul Natural Dinara (în croată Park prirode Dinara) cuprinde o parte a masivului Dinara (Dinara, Troglav și Kamešnica), izvorul și cursul superior al râului Cetina și câmpurile carstice (Hrvatačko, Paško și Vrličko) de-a lungul acestuia. Din punct de vedere peisagistic, această zonă se evidențiază prin contrastul dintre o zonă carstică montană înaltă, caracterizată de lipsa apei de suprafață, de numeroase stânci abrupte și inaccesibile și de vaste pășuni montane și zona râului Cetina, de-a lungul căruia s-au format zone umede fertile și bogate.
Pe teritoriul Parcului Natural Dinara există 11 arii protejate (2 zone pentru păsări și 9 pentru specii și habitate), astfel că 87% din suprafața Parcului Natural Dinara face parte din rețeaua Natura 2000.
Regiunea Dinara, în special muntele Dinara și habitatul de pe cursul superior al râului Cetina (462,55 km2) este desemnată ca zonă de importanță comunitară (Sites of Community Importance) conform Directivei UE privind habitatele (WDPA ID: [https://www.protectedplanet.net/555578820 555578820]).
O zonă situată în aceeași regiune (463,6 km2) este desemnată ca zonă de protecție specială (Special Protection Area) conform Directivei UE privind conservarea păsărilor sălbatice (WDPA ID: [https://www.protectedplanet.net/555577742 555577742]).

### Floră
Zona mai largă a masivului Dinara este bogată în floră, în zonă existând aproximativ 750 de specii de plante dintre care peste 110 sunt special protejate și 55 sunt endemice.
Pantele sudice ale muntelui Dinara, orientate spre Marea Adriatică, sunt acoperite cu vegetație rară, care se transformă odată cu altitudinea în tufișuri joase. Luncile stâncoase și pajiștile predomină până la altitudini de 800-900 de metri. Pădurile de pin (Pinus mugo și Pinus sylvestris) pot fi găsite la altitudini mai mari, spre granița cu Bosnia. Pe partea bosniacă, până la înălțimea de aproximativ 850 de metri se găsește o pădure mixtă de stejar pufos (Quercus pubescens) cu carpen negru (Ostrya carpinifolia) și păduri de fag (Fagus sylvatica) cu brad argintiu (Abies alba) la altitudini mai mari. Deasupra zonei împădurite care se întinde până la aproximativ 1.380 de metri se găsesc pajiști montane care conțin numeroase specii precum urechea de șoarece dinarică (Hieracium Pilosella), clopoțelul dalmațian (Edraianthus dalmaticus), floarea paștelui (Pulsatilla alpina), laba leului (Leonotis leonurus) și gențiana galbenă (Gentiana lutea), dar și mai multe specii de Arabidaceae (Arabidopsis arenosa, Arabidopsis halleri și Arabidopsis croatica). În zona vârfurilor montane poate fi găsit ienupărul (Juniperus communis). Pădurea mixtă de fag și brad argintiu, cu faună abundentă, se caracterizează prin cele mai mici variații de temperatură între zi și noapte.

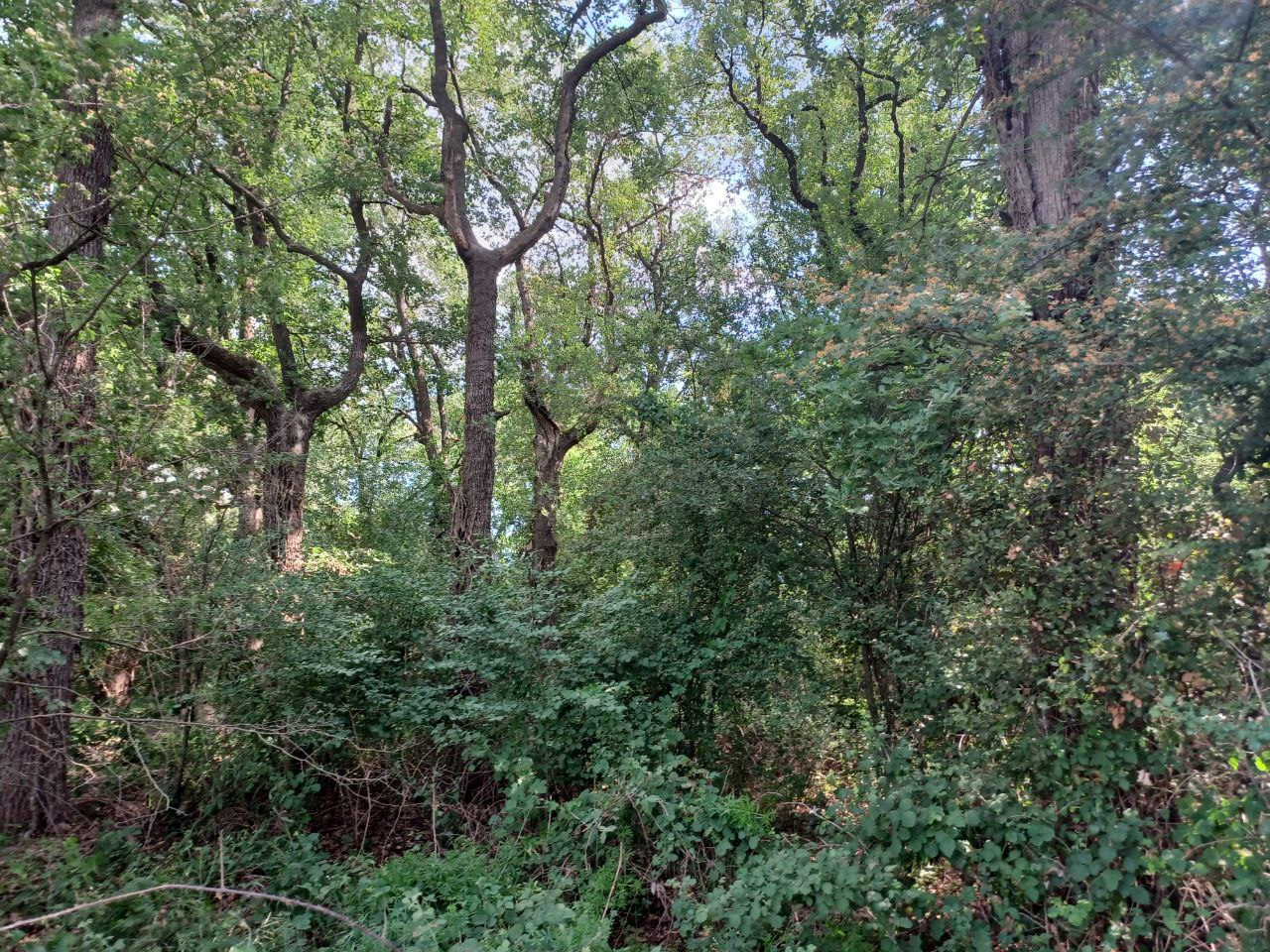
Pădure de stejar pufos (Quercus pubescens)
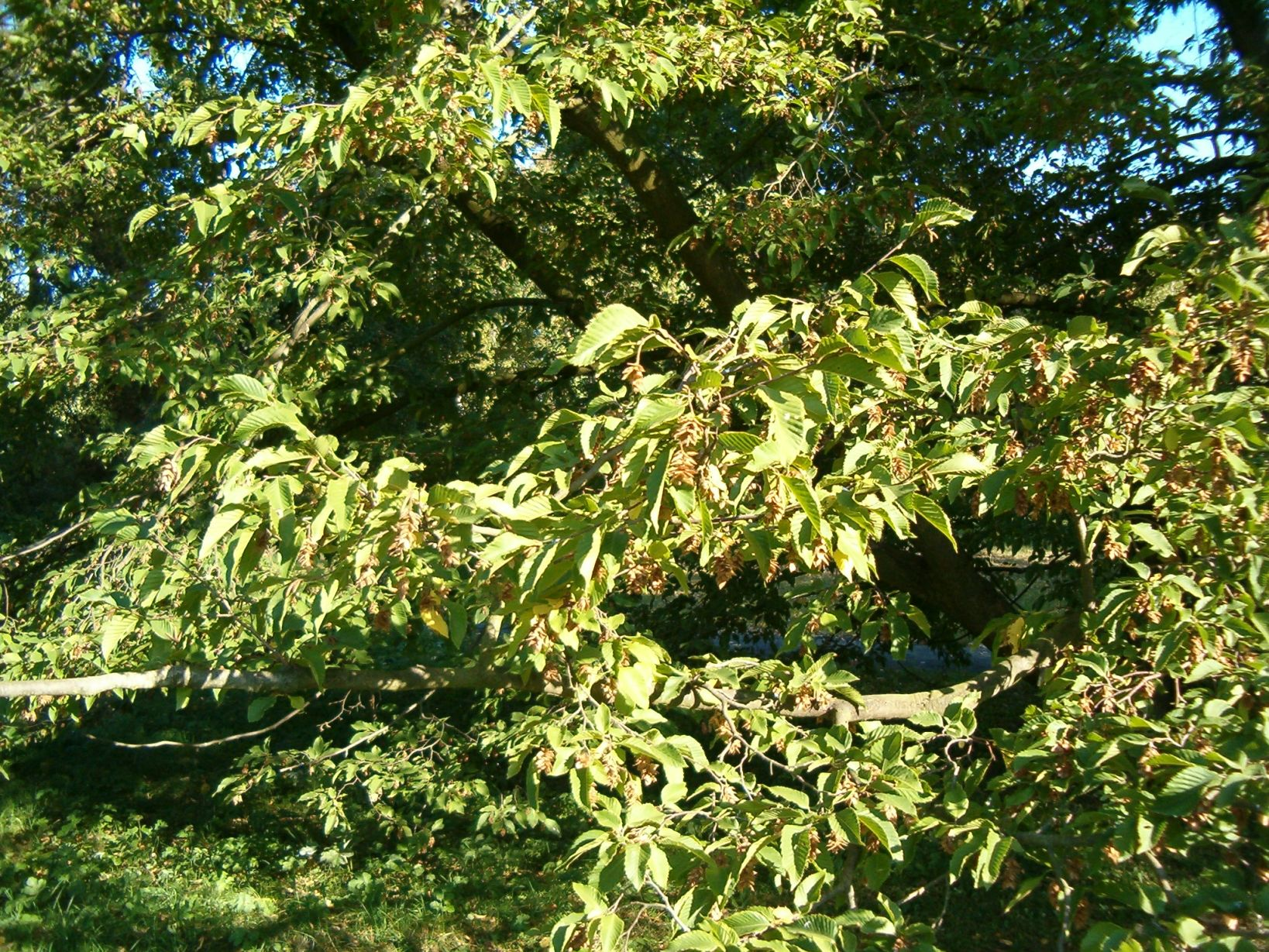
Carpen negru (Ostrya carpinifolia)
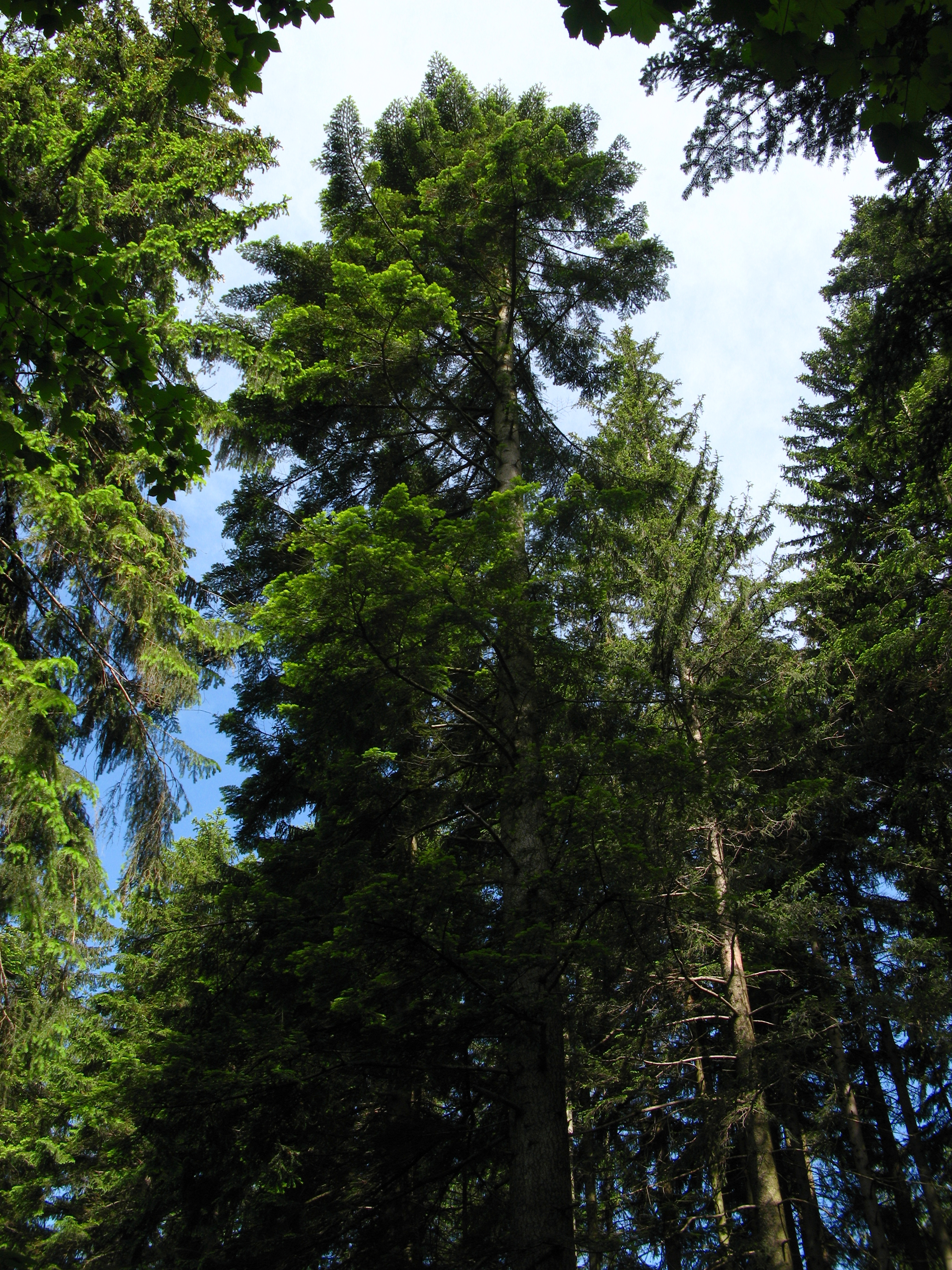
Brad argintiu (Abies alba)
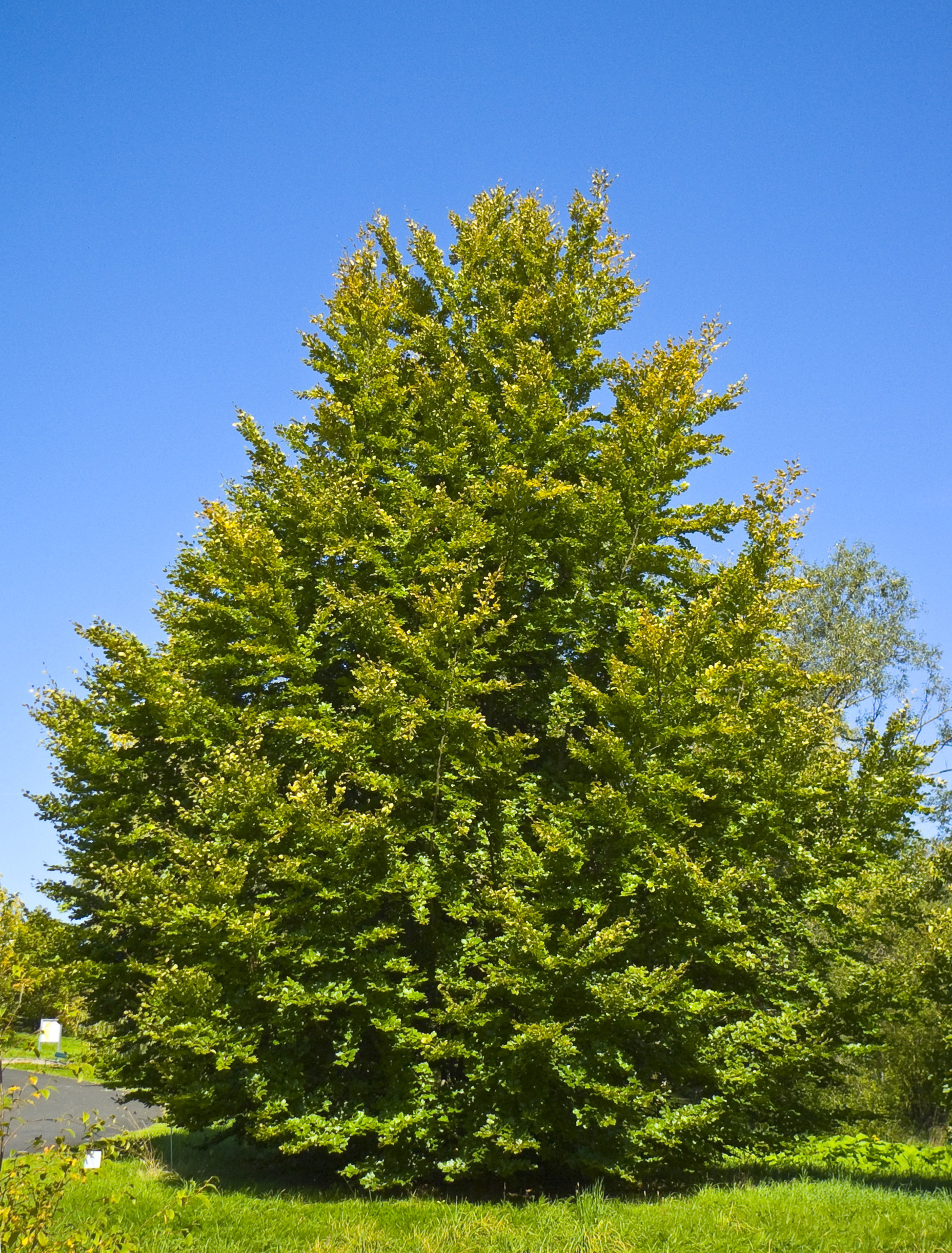
Fag (Fagus sylvatica)
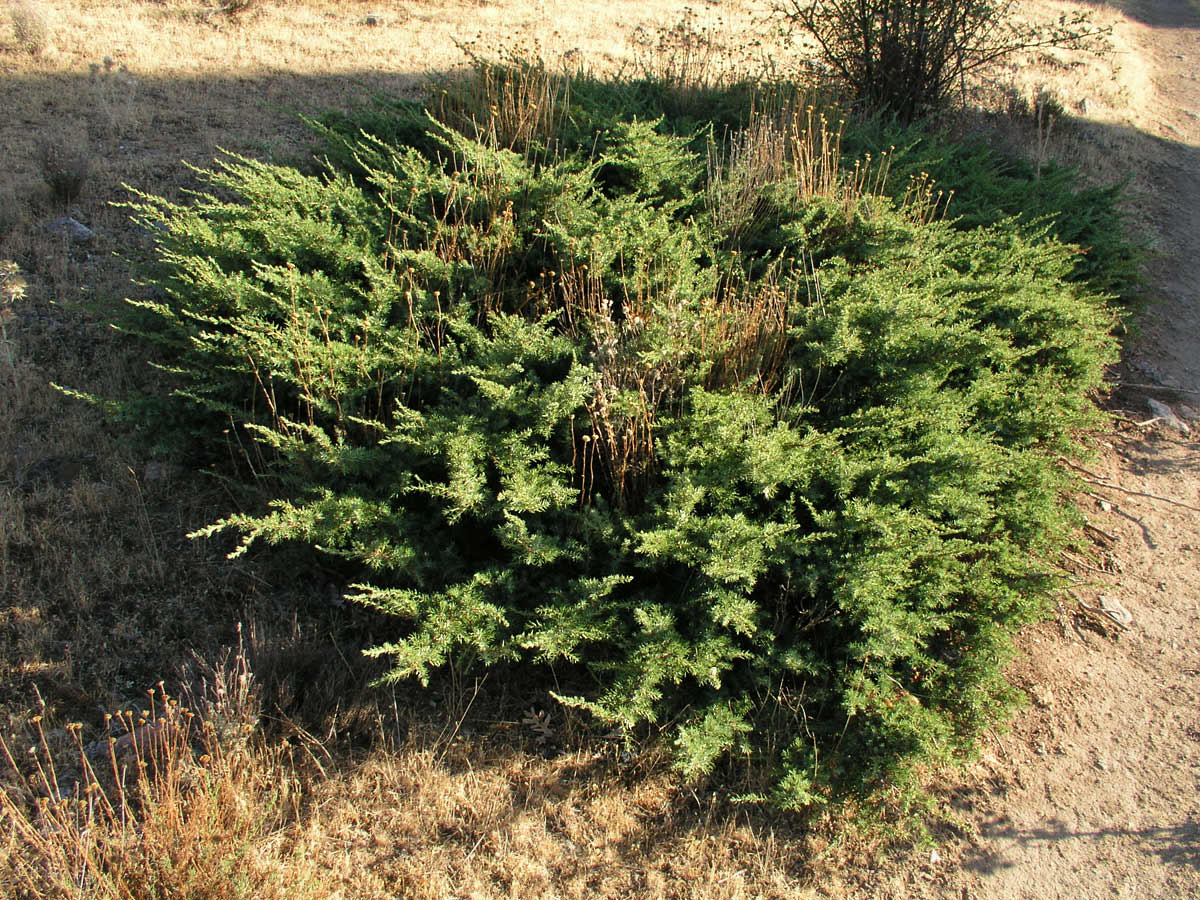
Ienupăr (Juniperus communis)
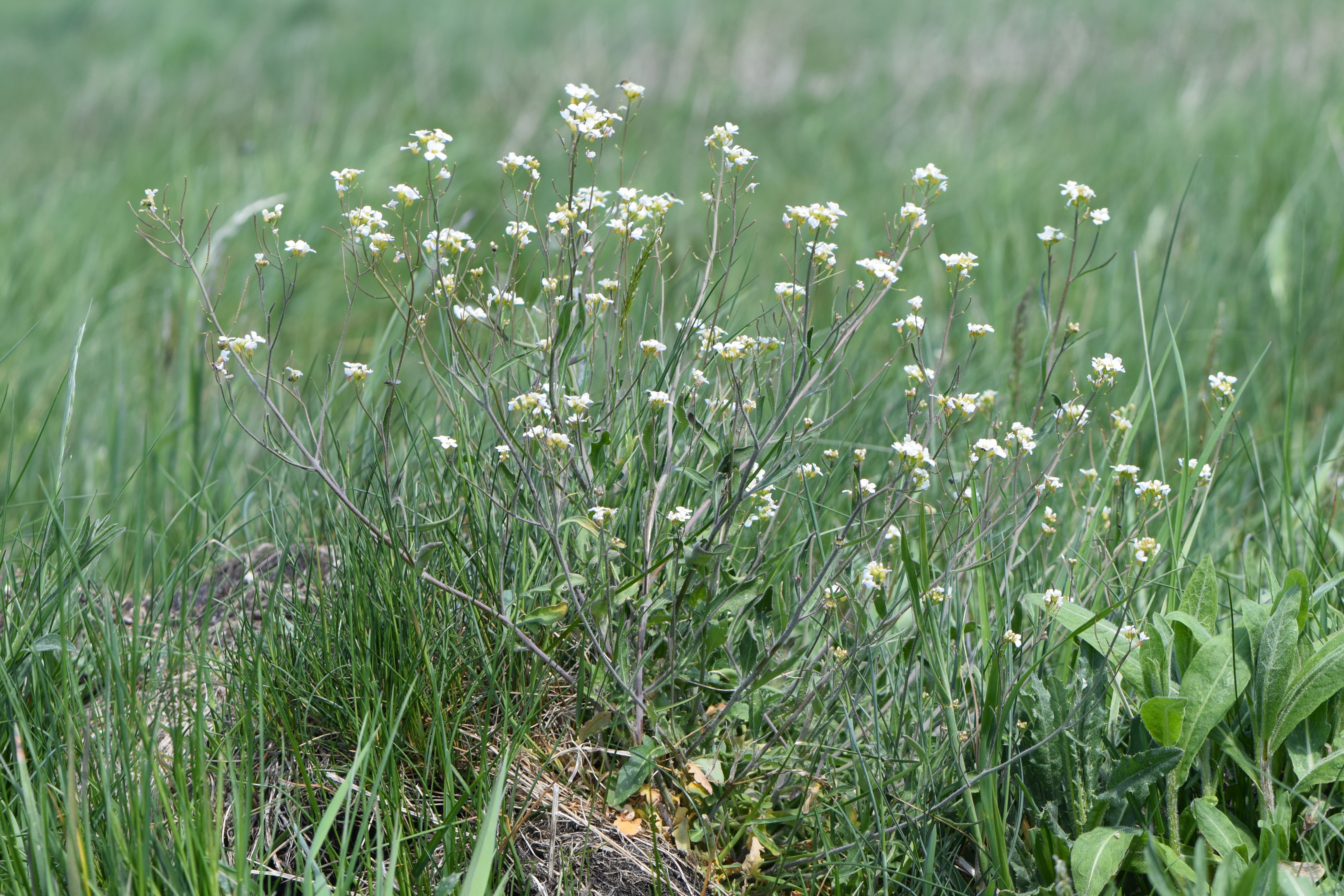
Arabidaceae (Arabidopsis arenosa)
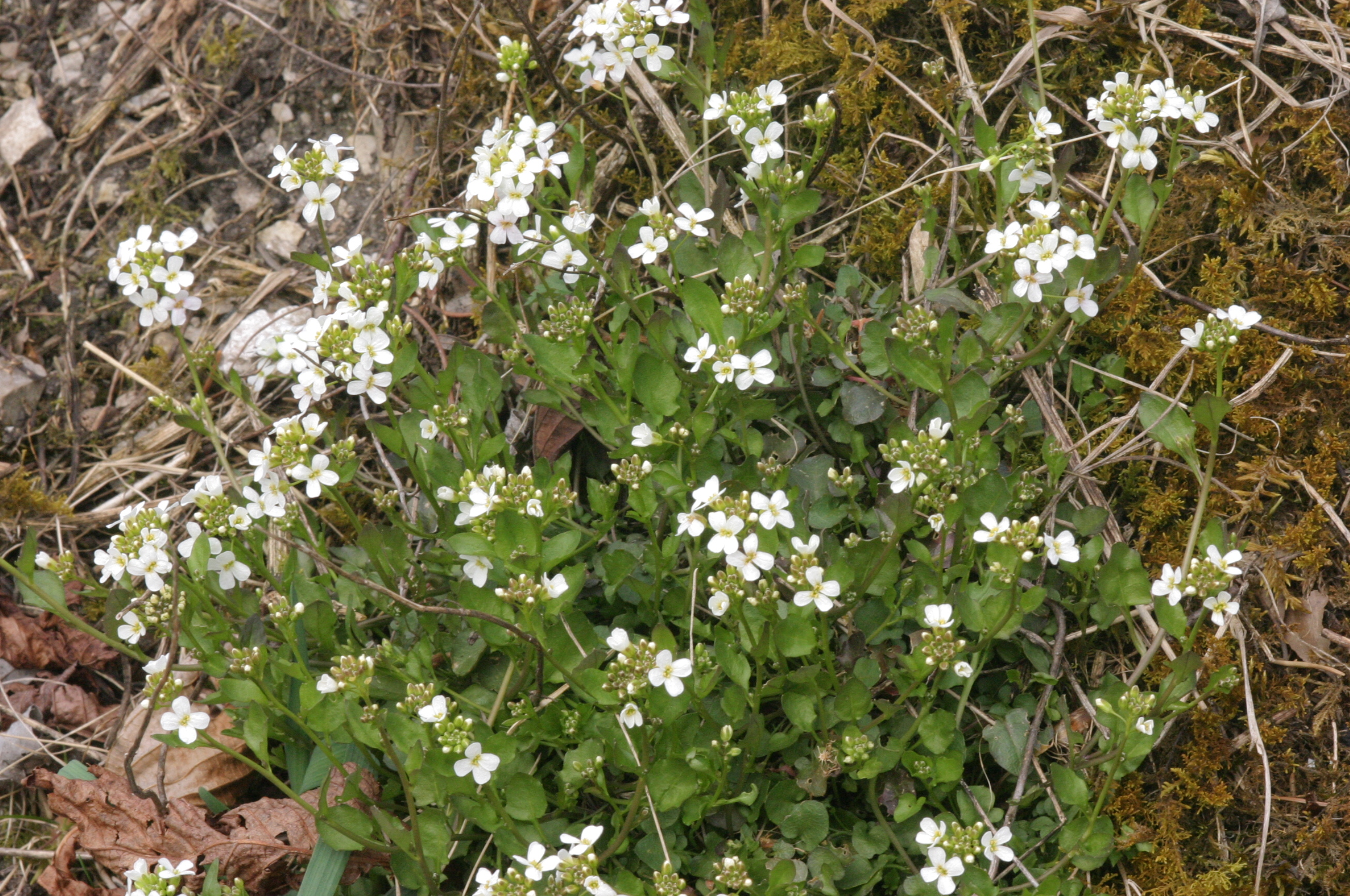
Arabidaceae (Arabidopsis halleri)
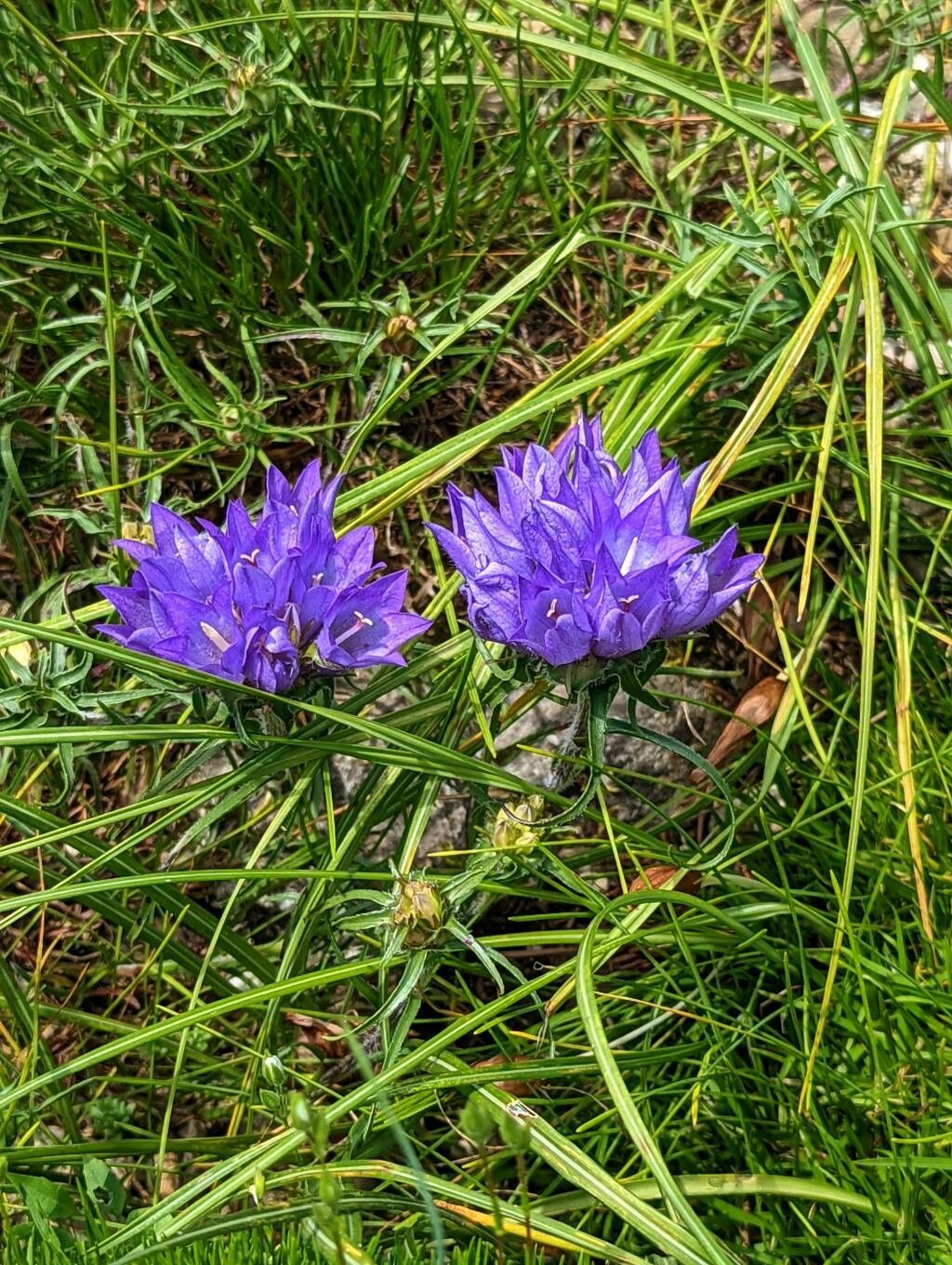
Clopoțel dalmațian (Edraianthus dalmaticus)
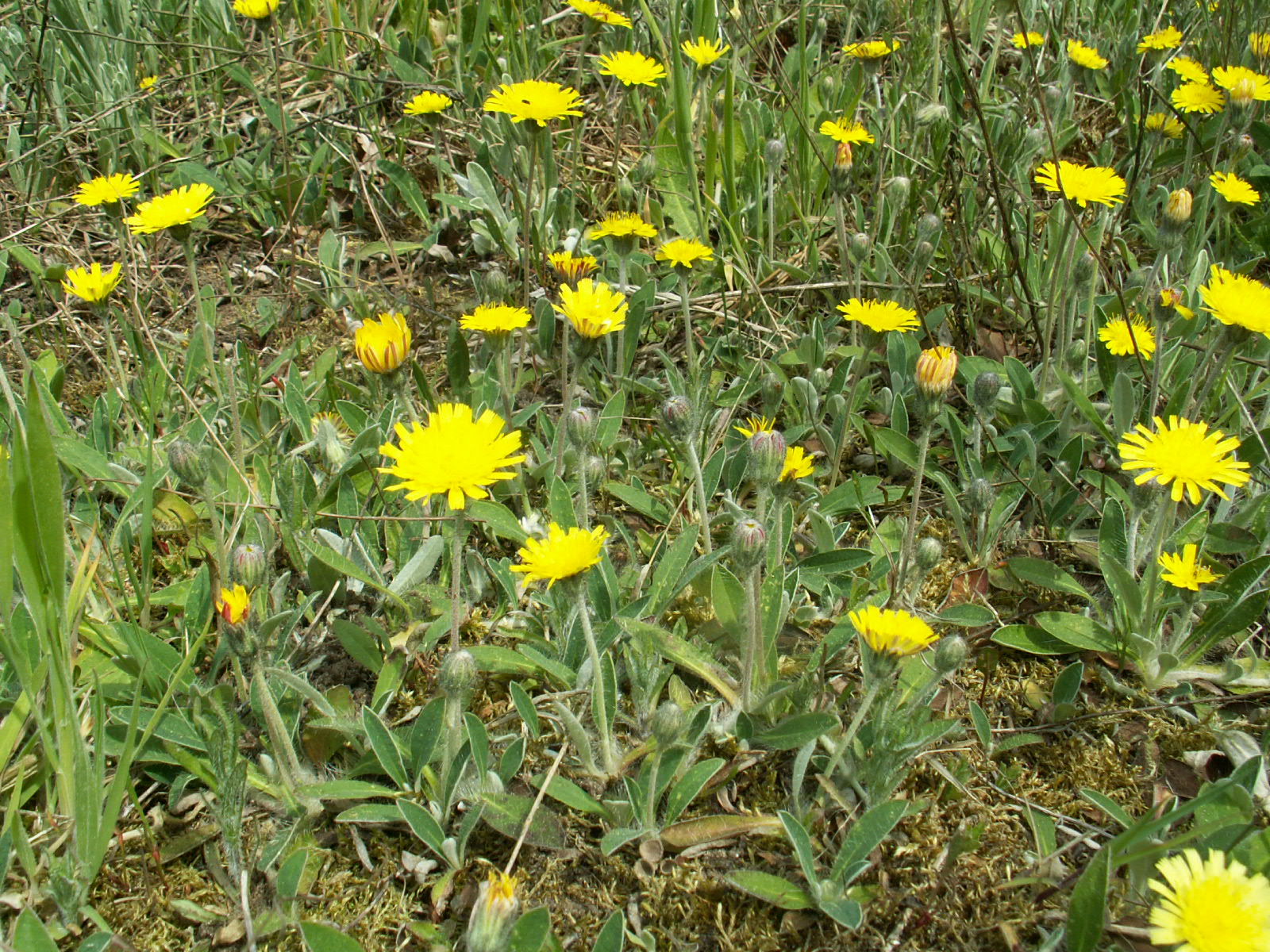
Ureche de șoarece dinarian (Hieracium Pilosella)
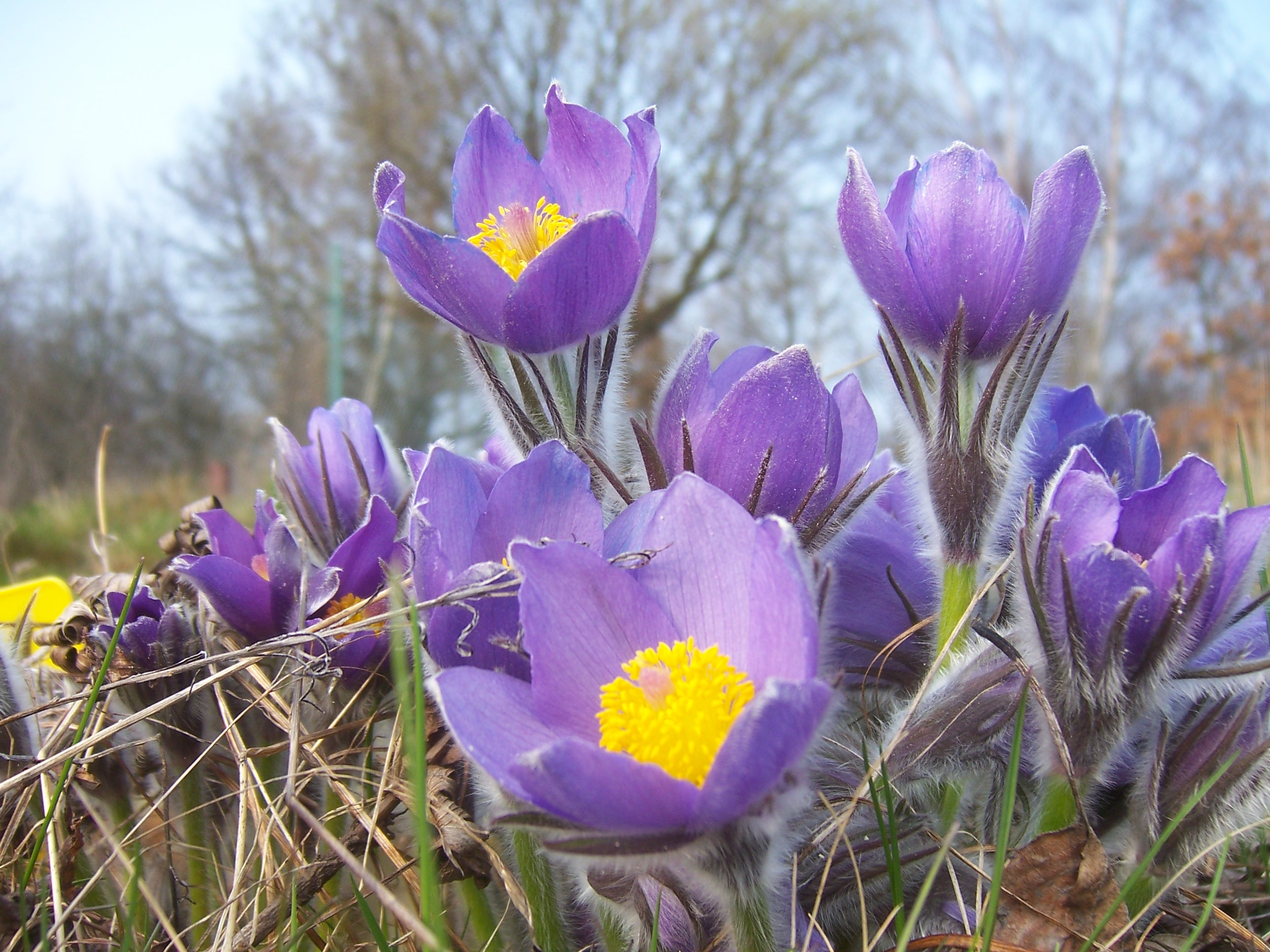
Floarea paștelui (Pulsatilla alpina)
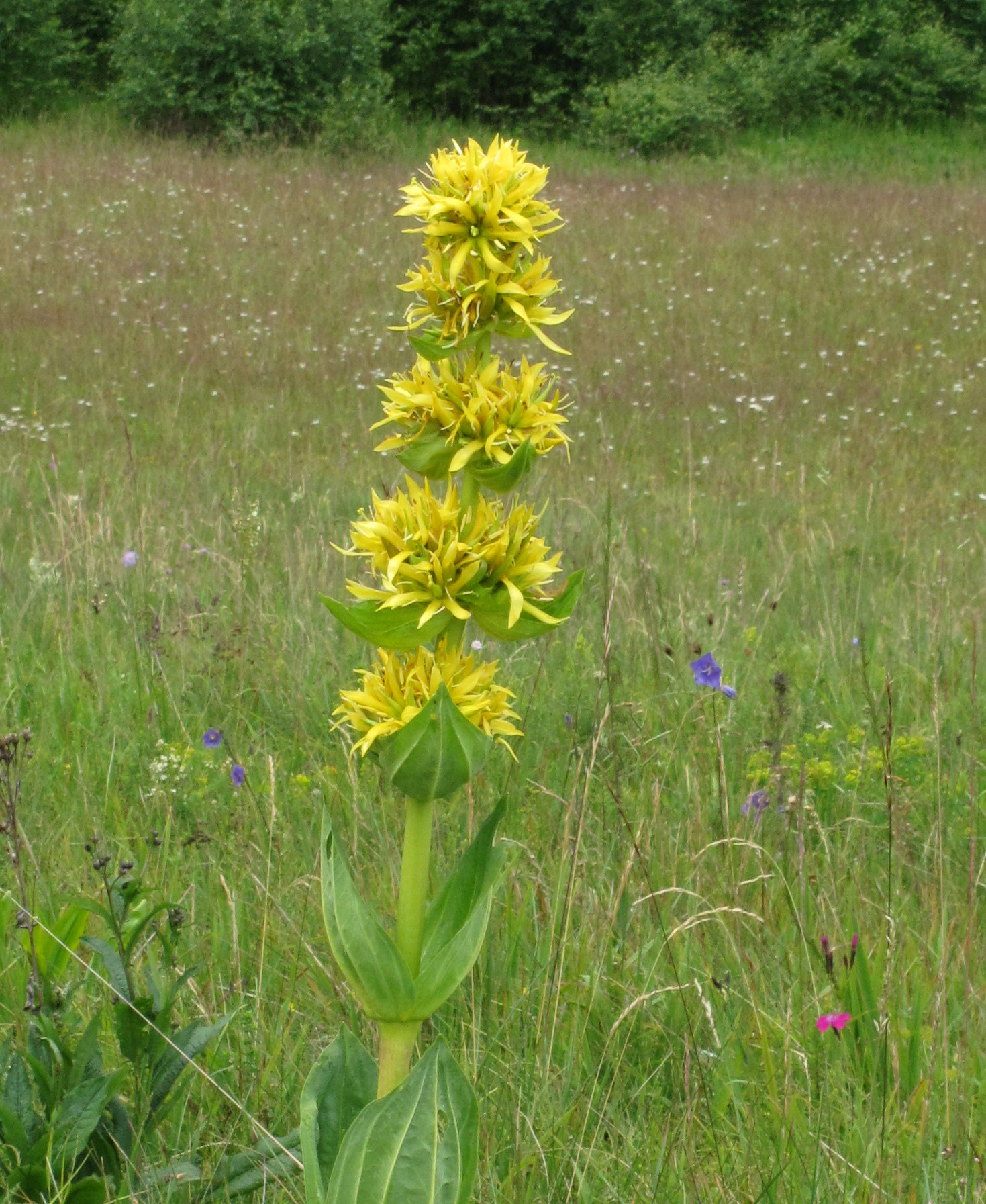
Gențiana galbenă (Gentiana lutea)
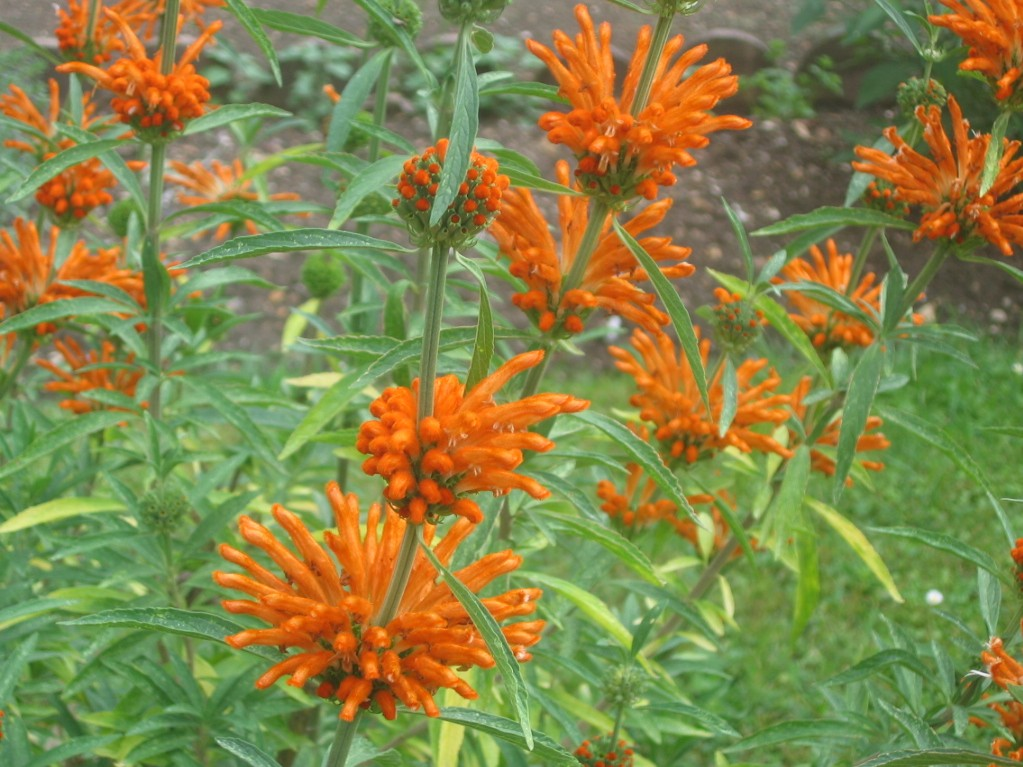
Laba leului
(Leonotis leonurus)

### Faună
Habitatele relativ bine conservate, extinse și diversificate din munții Dinara și Svilaja și de pe cursul superior al râului Cetina oferă refugiu unui număr de specii de nevertebrate ale căror habitate naturale au fost puse în pericol din cauza condițiilor specifice de viață de care acestea au nevoie, în timp ce multe dintre ele sunt endemice și înscrise în Lista Roșie (anumite specii de trihoptere, libelule, plecoptere, ortoptere etc.). Insectele includ fluturele dalmațian (Proterebia afra dalmata), croitorul fagului (Rosalia alpina), vaca Domnului (Pyrrhocoris apterus), viespea (Vespa), bondarul (Bombus), gândacul cu coarne de cerb (Lucanus cervus) și fluturele auriu (Euphydryas aurinia).

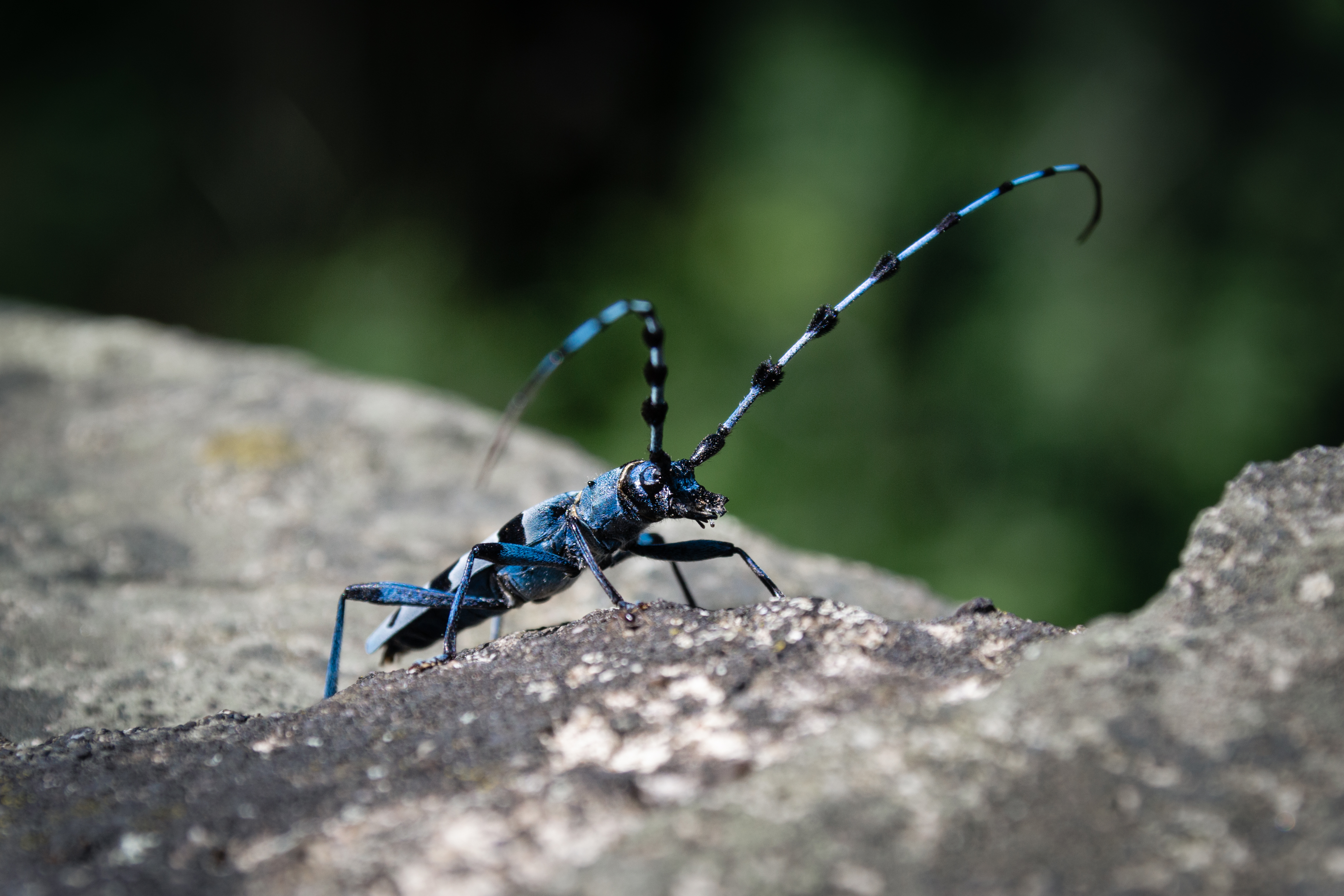
Croitorul fagului (Rosalia alpina)
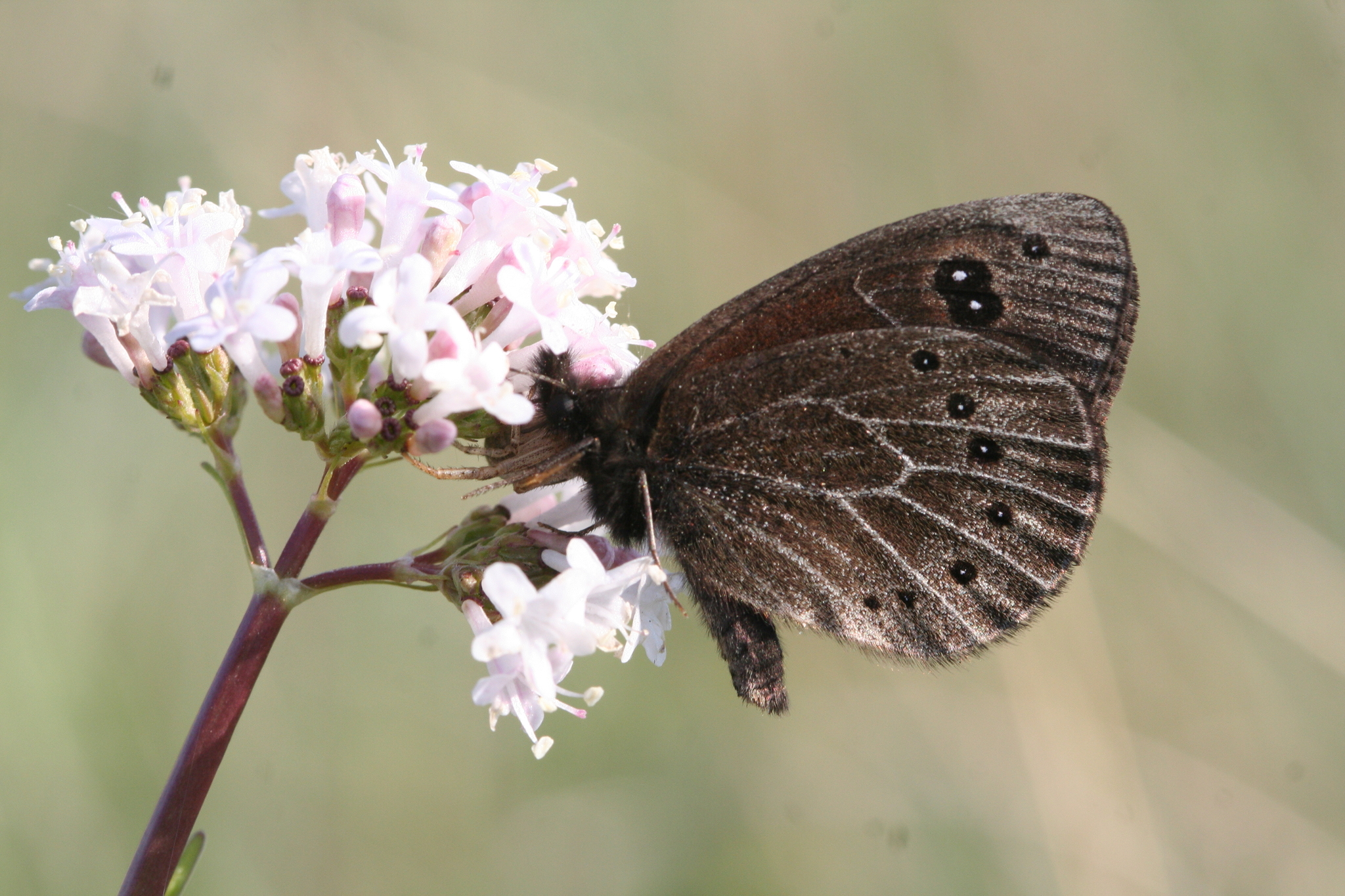
Fluture dalmațian (Proterebia afra dalmata)
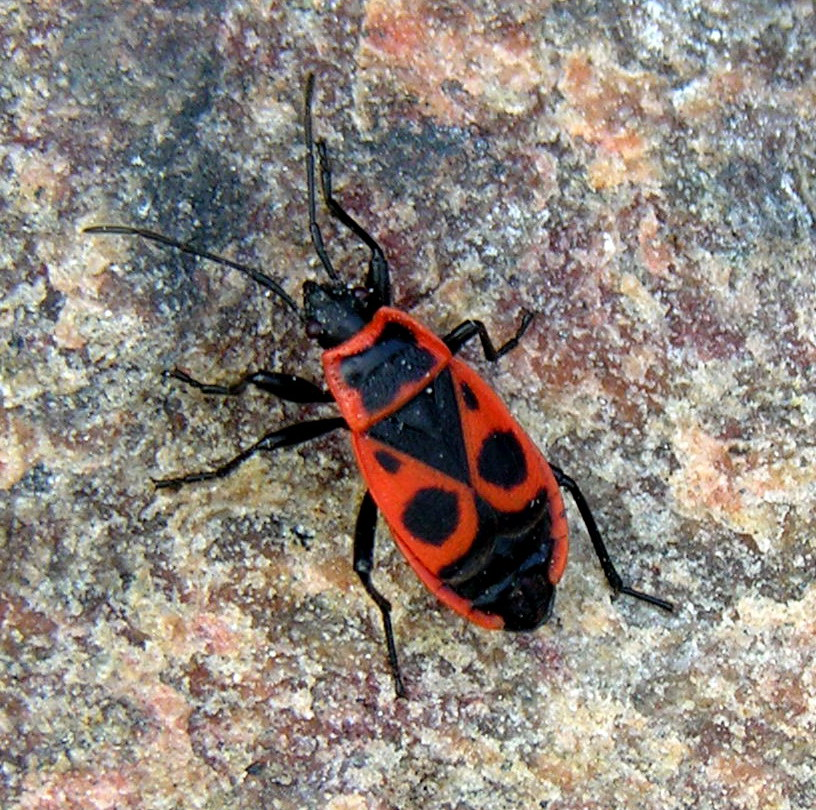
Vaca Domnului (Pyrrhocoris apterus)
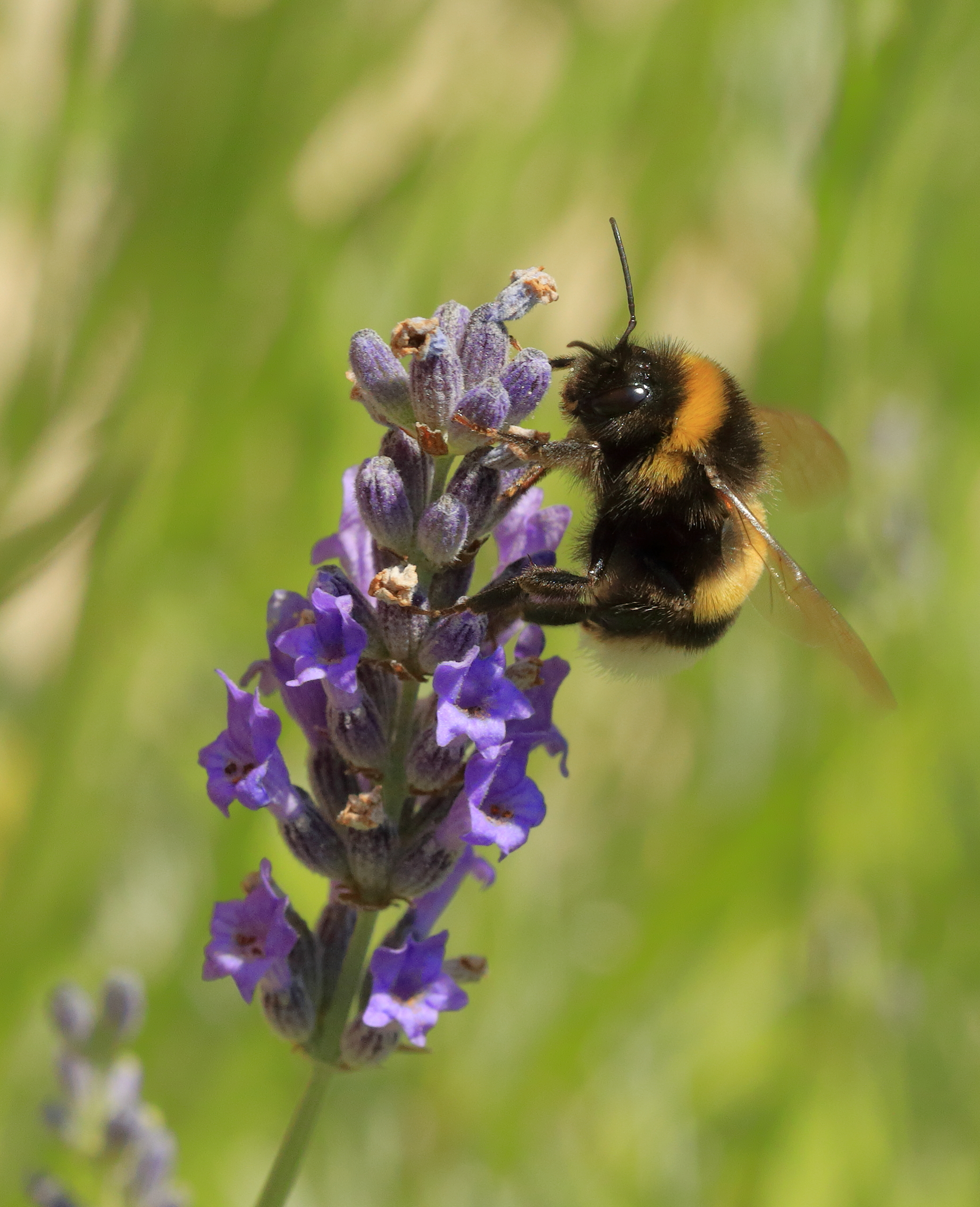
Bondar (Bombus terrestris)
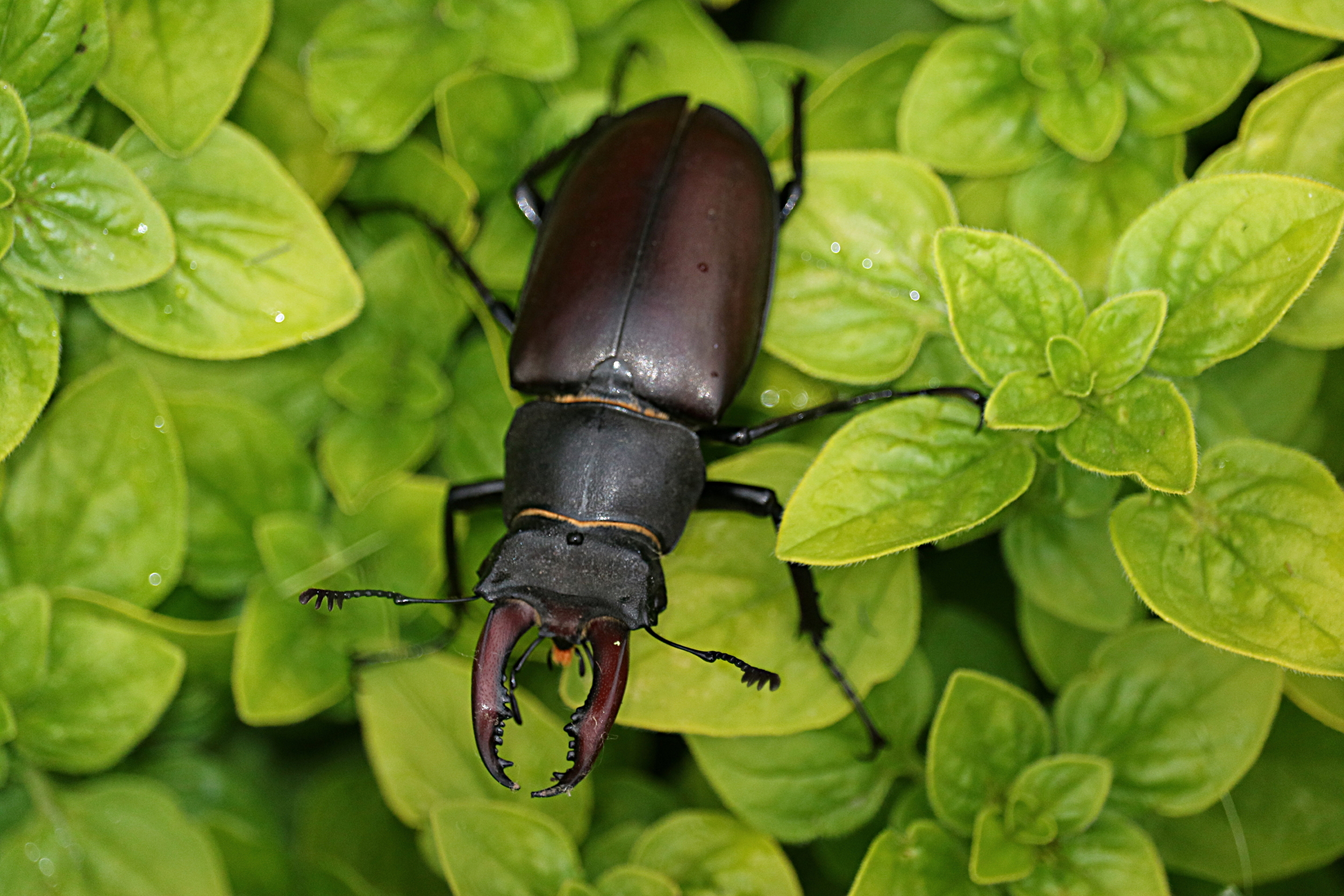
Gândac cu coarne de cerb (Lucanus cervus)
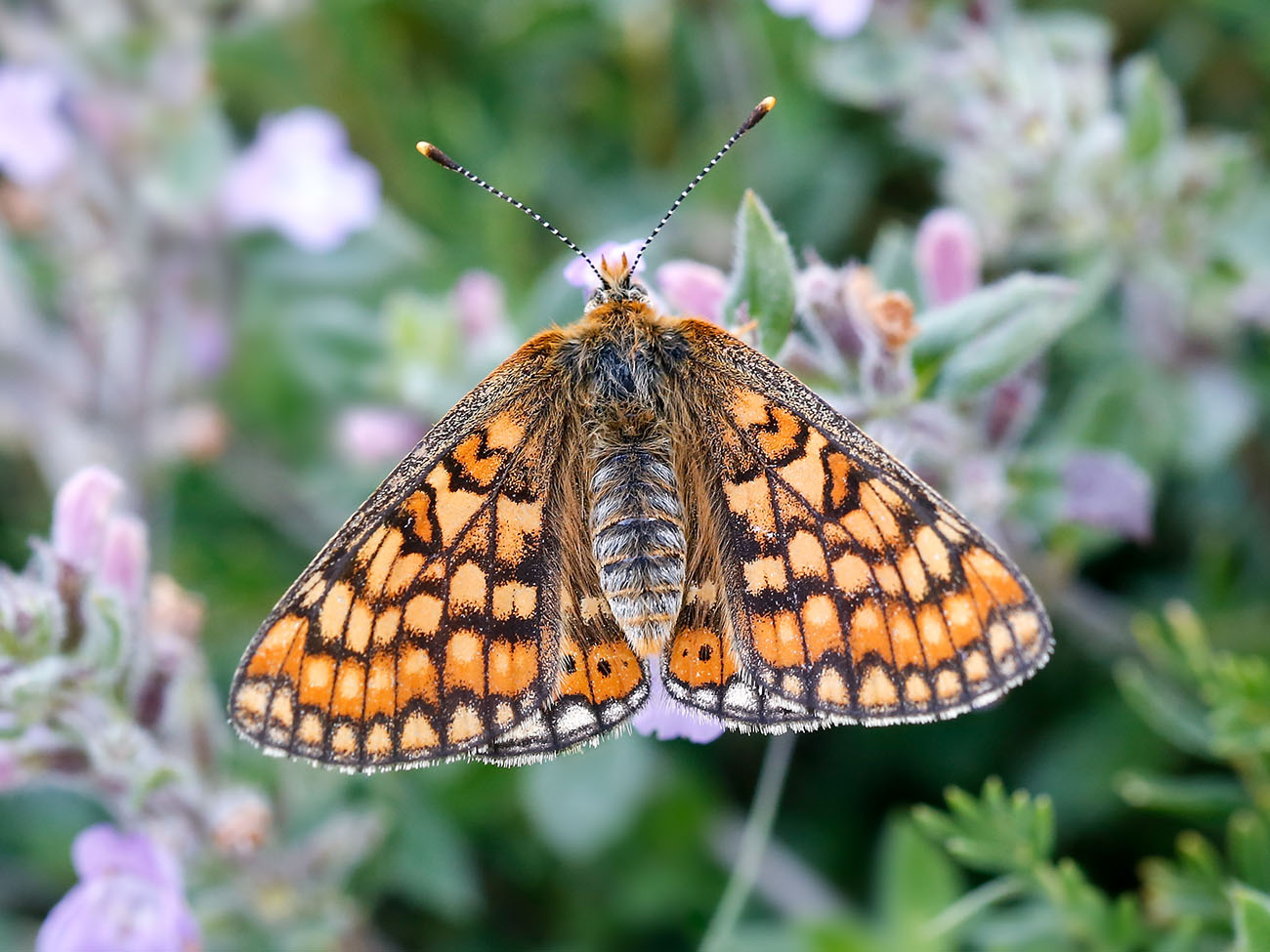
Fluture auriu
(Euphydryas aurinia)

Fauna din regiunea Dinara cuprinde în jur de 15 specii de șopârle, șerpi și amfibieni, dintre care unele sunt pe cale de dispariție, mai ales datorită faptului că habitatele lor naturale au fost fie reduse ca extindere, fie degradate. Printre acestea se numără șarpele de alun (Coronella austriaca), șarpele bici balcanic (Hierophis gemonensis), vipera cu corn (Vipera ammodytes), salamandra de uscat (Salamandra salamandra), șopârla apodă (Anguis colchica), vipera balcanică de stepă (Vipera ursinii macrops) și salamandra alpină (Ichthyosaura alpestris).

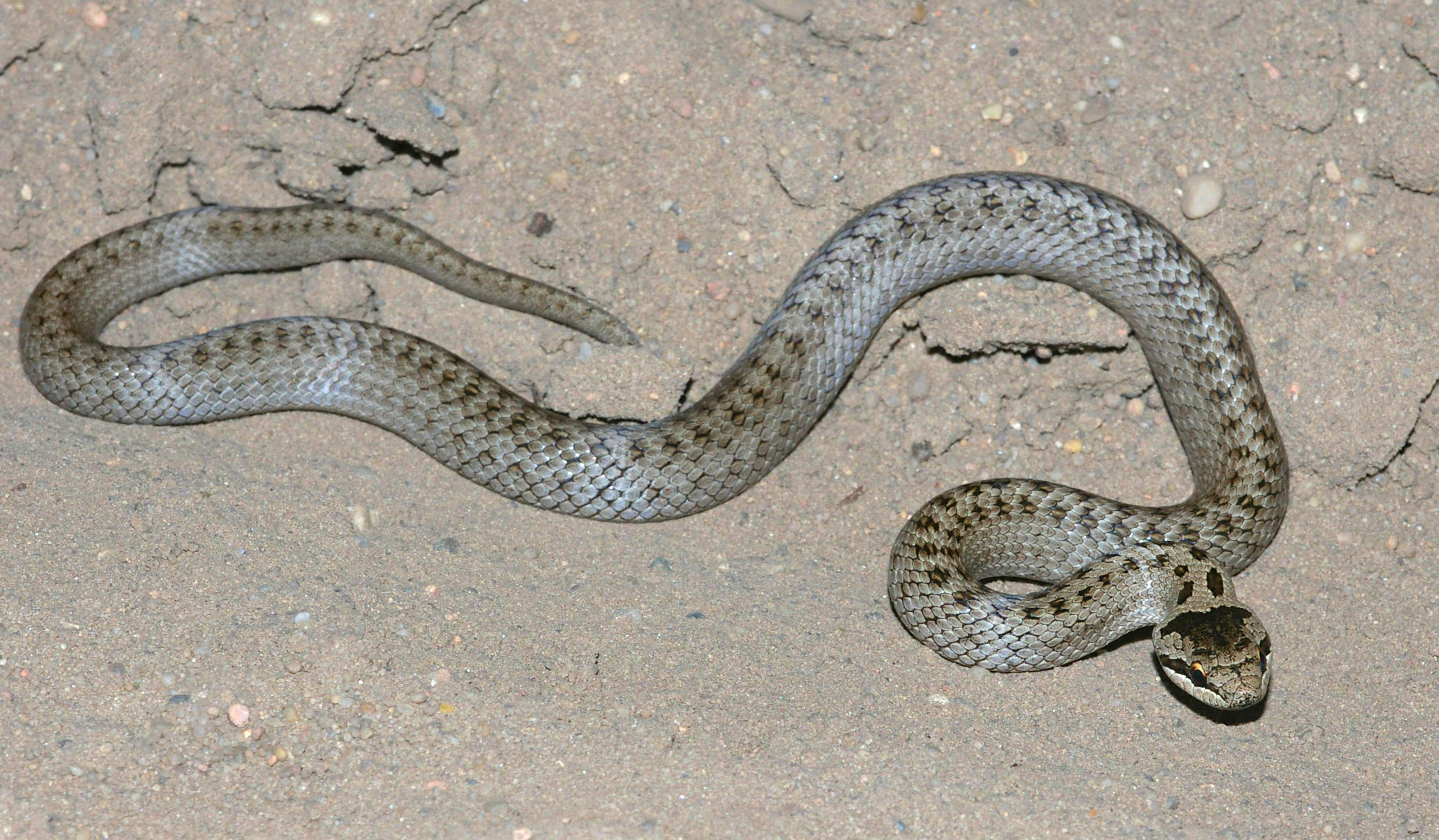
Șarpe de alun (Coronella austriaca)
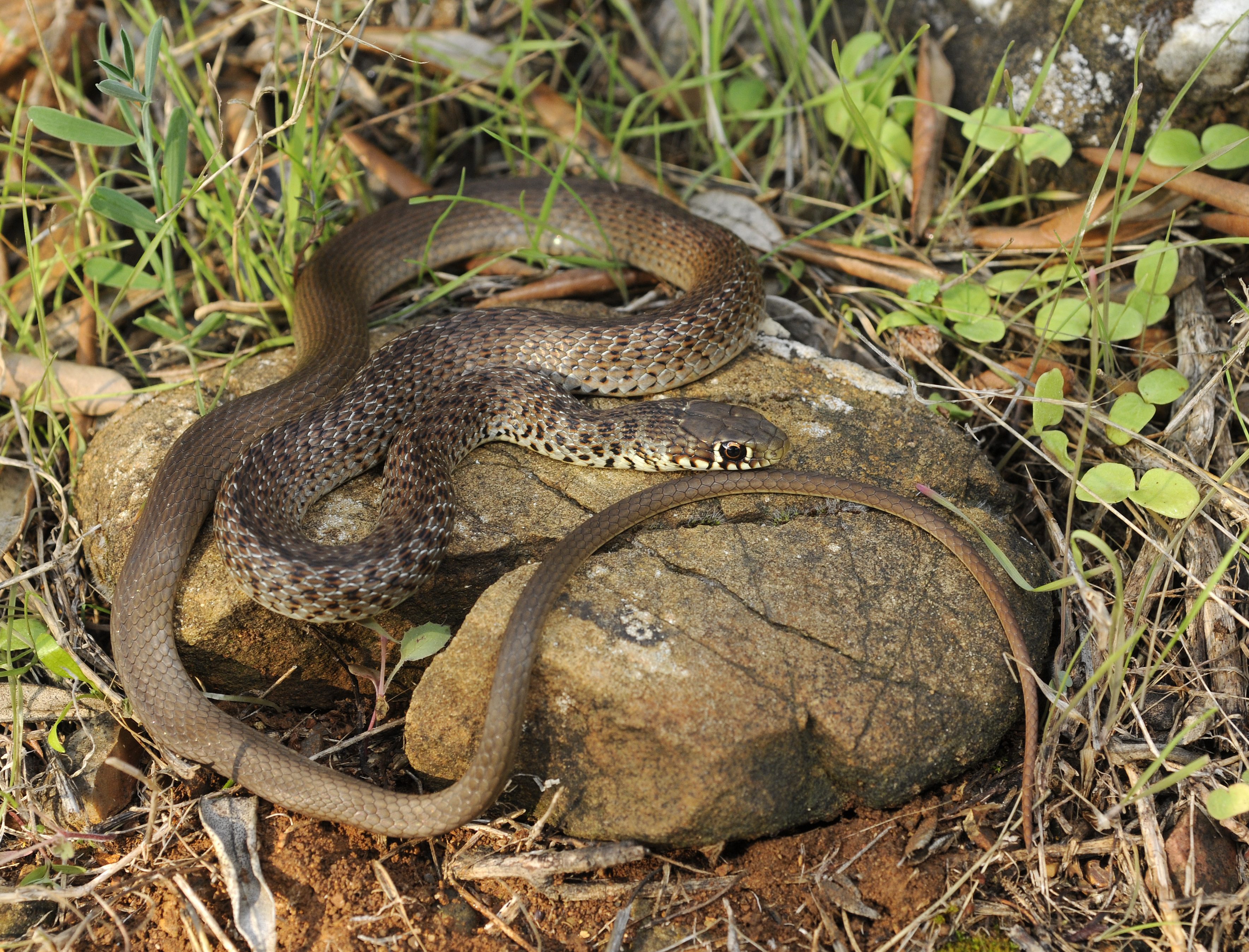
Șarpe bici balcanic (Hierophis gemonensis)
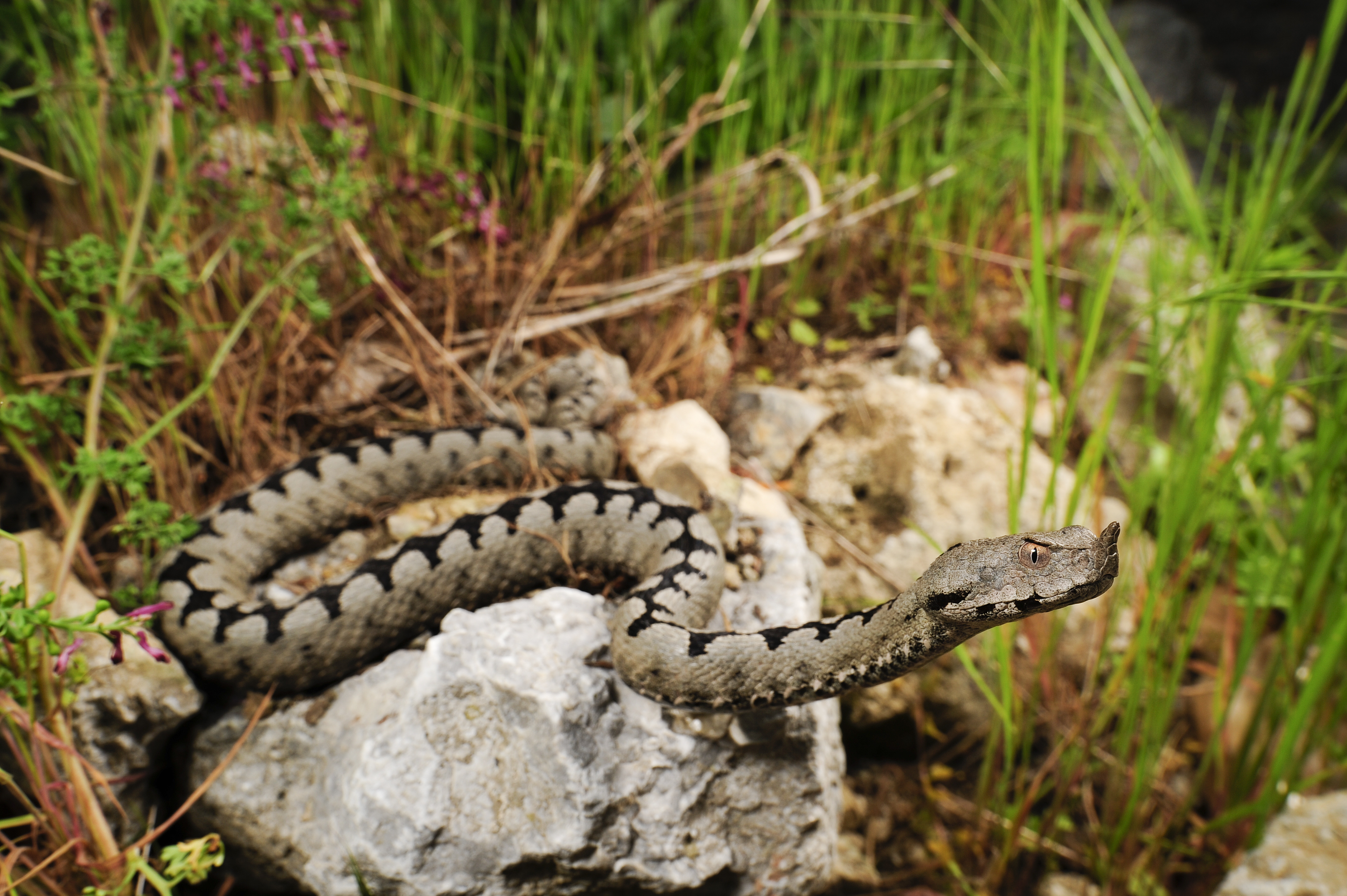
Viperă cu corn (Vipera ammodytes)
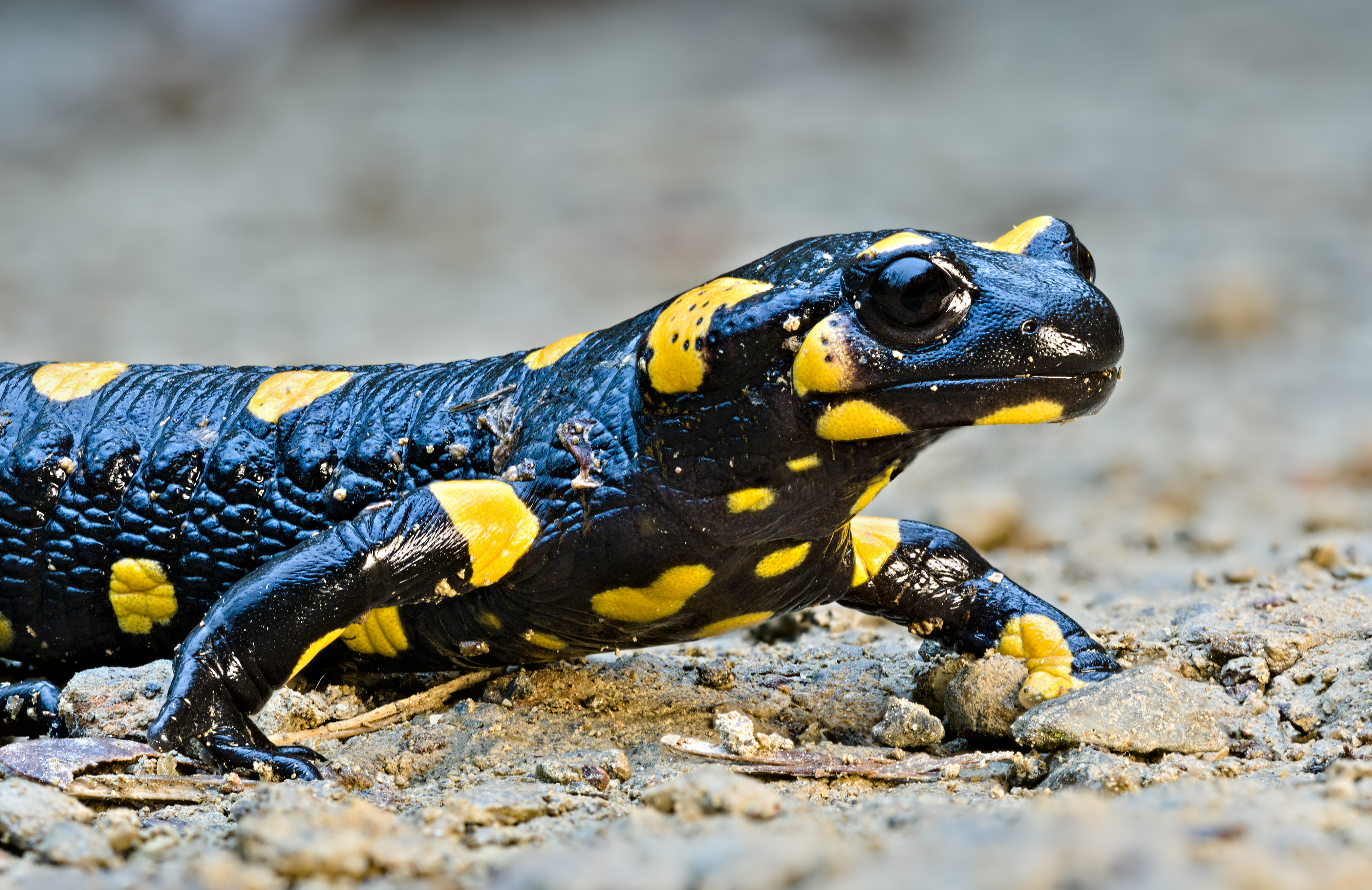
Salamandră de uscat (Salamandra salamandra)
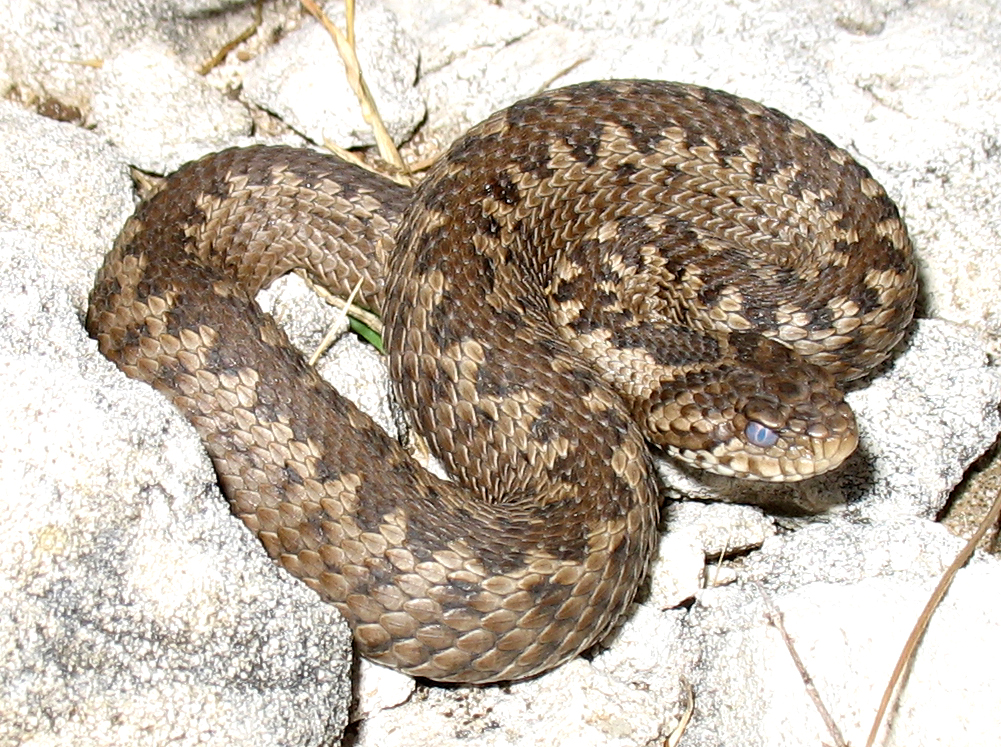
Viperă balcanică de stepă
(Vipera ursinii macrops)

Absența oamenilor și prezența resurselor de apă precum lacul Peruća și râurile Krka și Cetina fac din regiunea Dinara o casă sau un punct de tranzit perfect pentru multe păsări precum fazanul (Phasanius colchicus), prepelița (Coturnix coturnix), ciocănitoarea (Picidae) și mai multe specii de păsări cântătoare precum ciocârlia urecheată (Eremophila alpestris), fluierarul cu picioare roșii (Tringa totanus), pasărea ogorului (Burhinus oedicnemus), privighetoarea de baltă (Acrocephalus melanopogon), dar și răpitoare precum acvila de munte (Aquila chrysaetos), șerparul (Circaetus gallicus), șoimul cenușiu (Falco hypoleucos) și uneori vulturul sur (Gyps fulvus). Alte specii de păsări întâlnite în regiune sunt cocoșul de munte (Tetrao urogallus), ierunca (Tetrastes bonasia), potârnichea (Perdix perdix) și mai multe specii de Accipitridae.

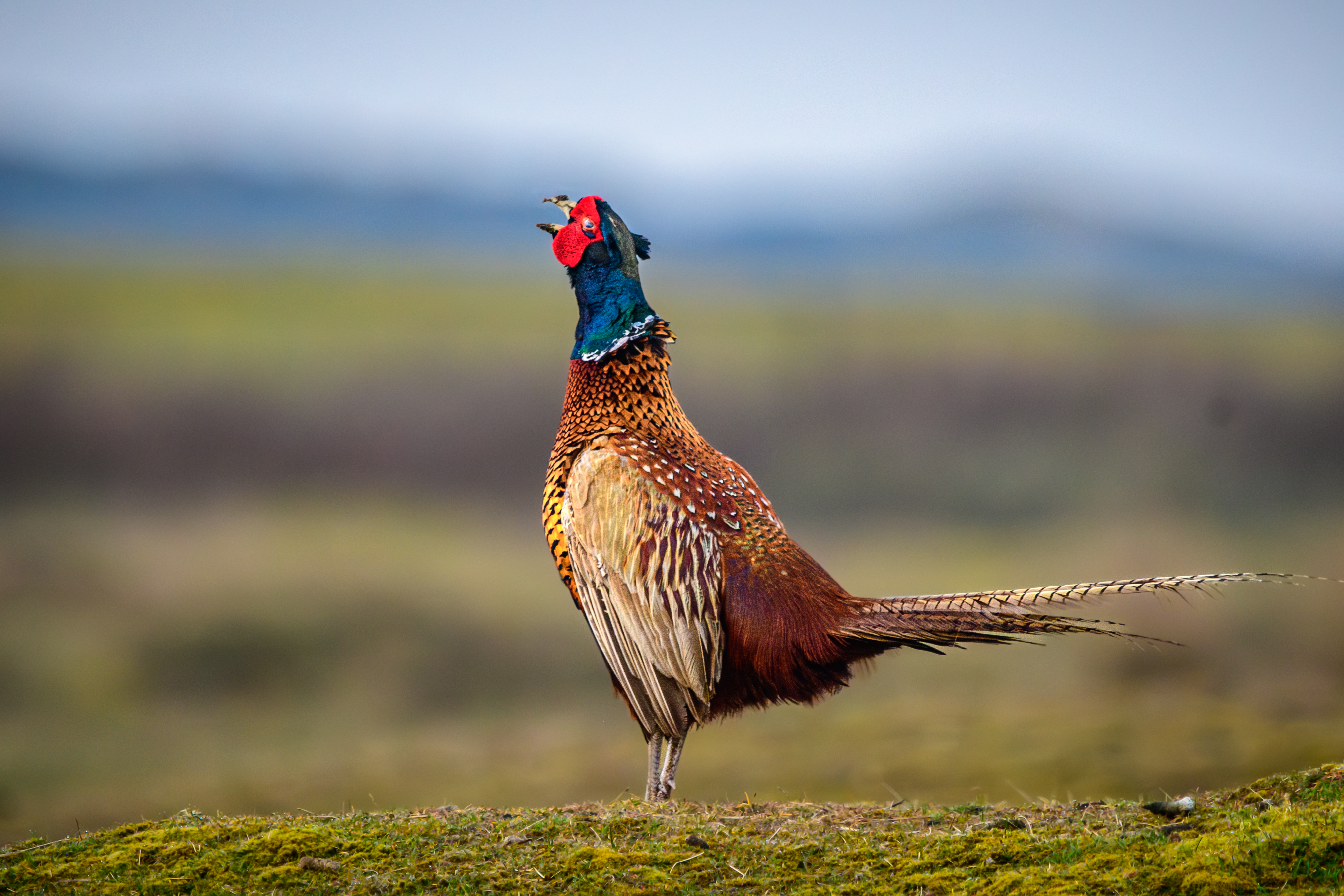
Fazan (Phasanius colchicus)
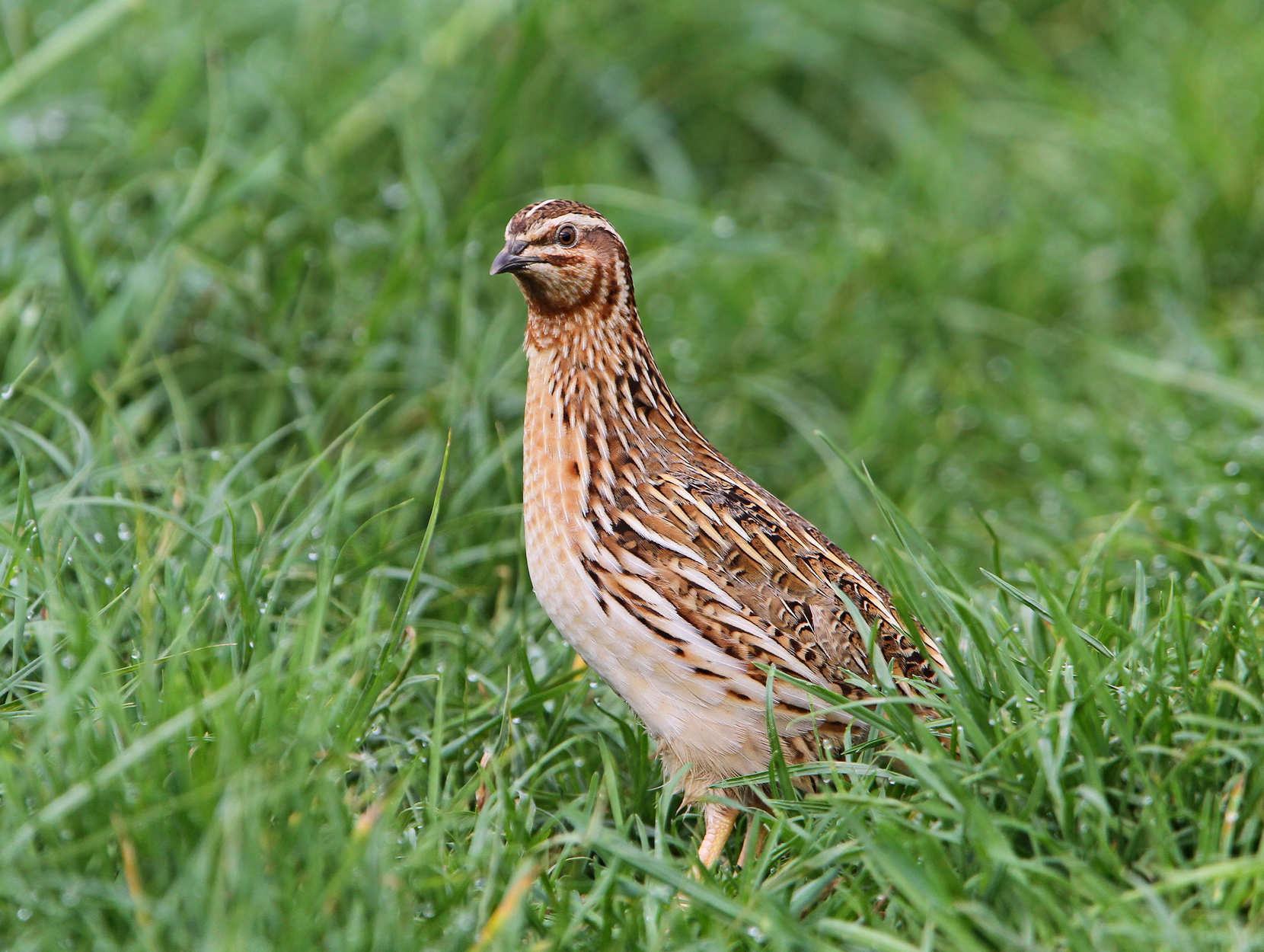
Prepeliță (Coturnix coturnix)
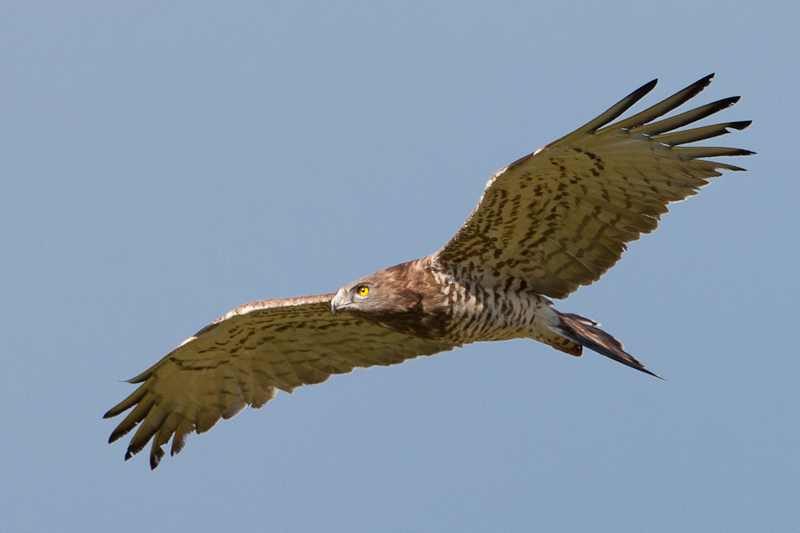
Șerpar (Circaetus gallicus)
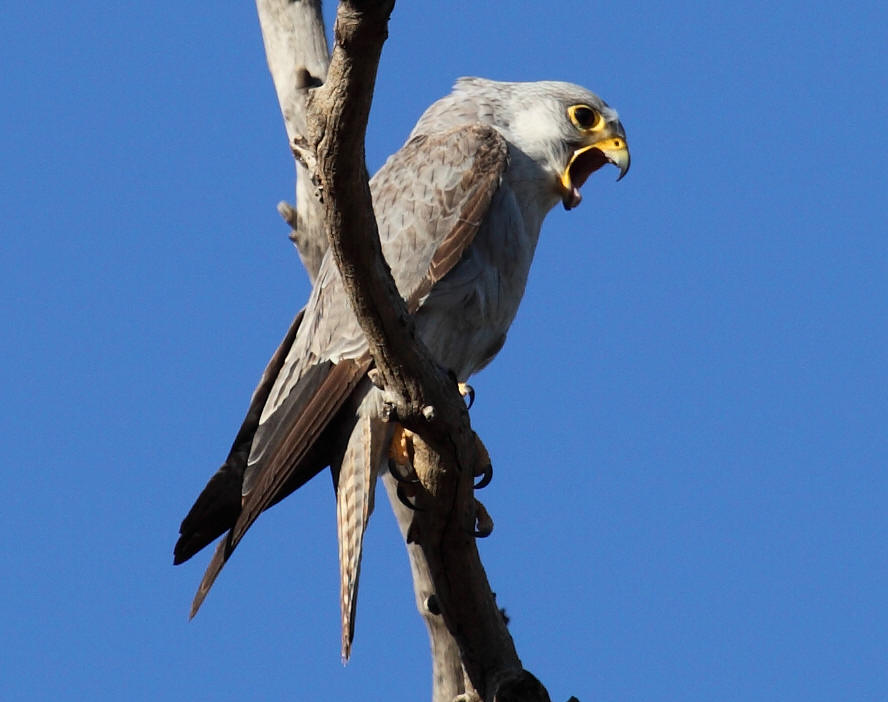
Șoim cenușiu (Falco hypoleucos)
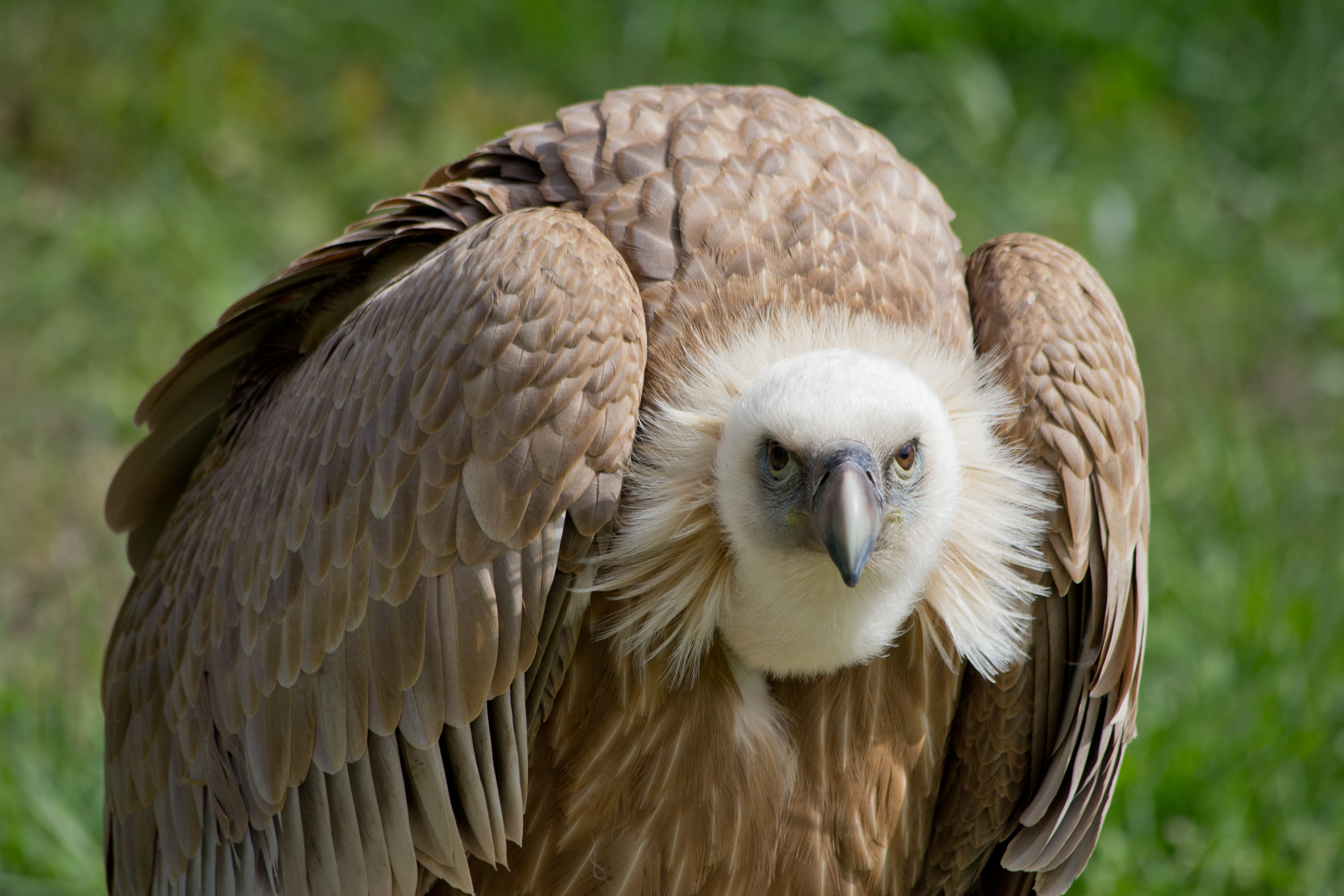
Vultur sur
(Gyps fulvus)

De asemenea, diverse animale sălbatice locuiesc pe munte, precum pisica sălbatică (Felis silvestris), lupul (Canis lupus), iepurele (Lepus europaeus), vulpea (Vulpes vulpes), șacalul (Canis aureus moreoticus), nevăstuica (Mustela nivalis), jderul de copac (Martes martes), jderul de piatră (Martes foina), ursul brun (Ursus arctos) și râsul (Lynx lynx). În ceea ce privește ungulatele, mistreții (Sus scrofa), căprioarele (Capreolus capreolus) și caprele negre (Rupicapra rupicapra) sunt comune. Există și o specie endemică de rozătoare, șoarecele dinaric (Dolomys bogdanovi longipedis), specie protejată în această zonă, la fel ca veverița (Sciurus).

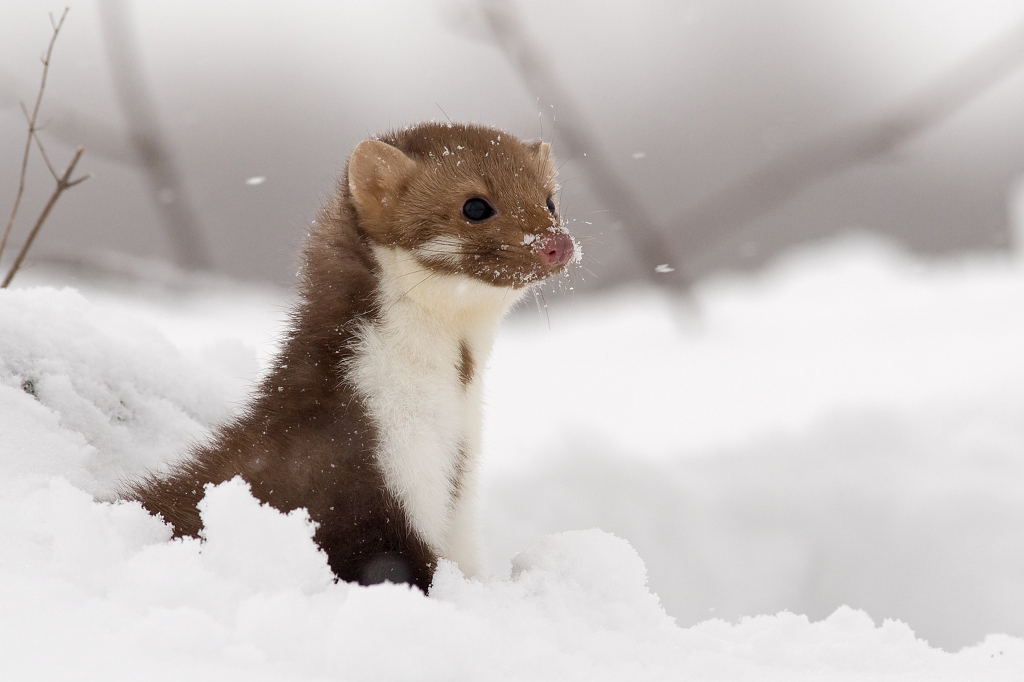
Jder de piatră (Martes foina)
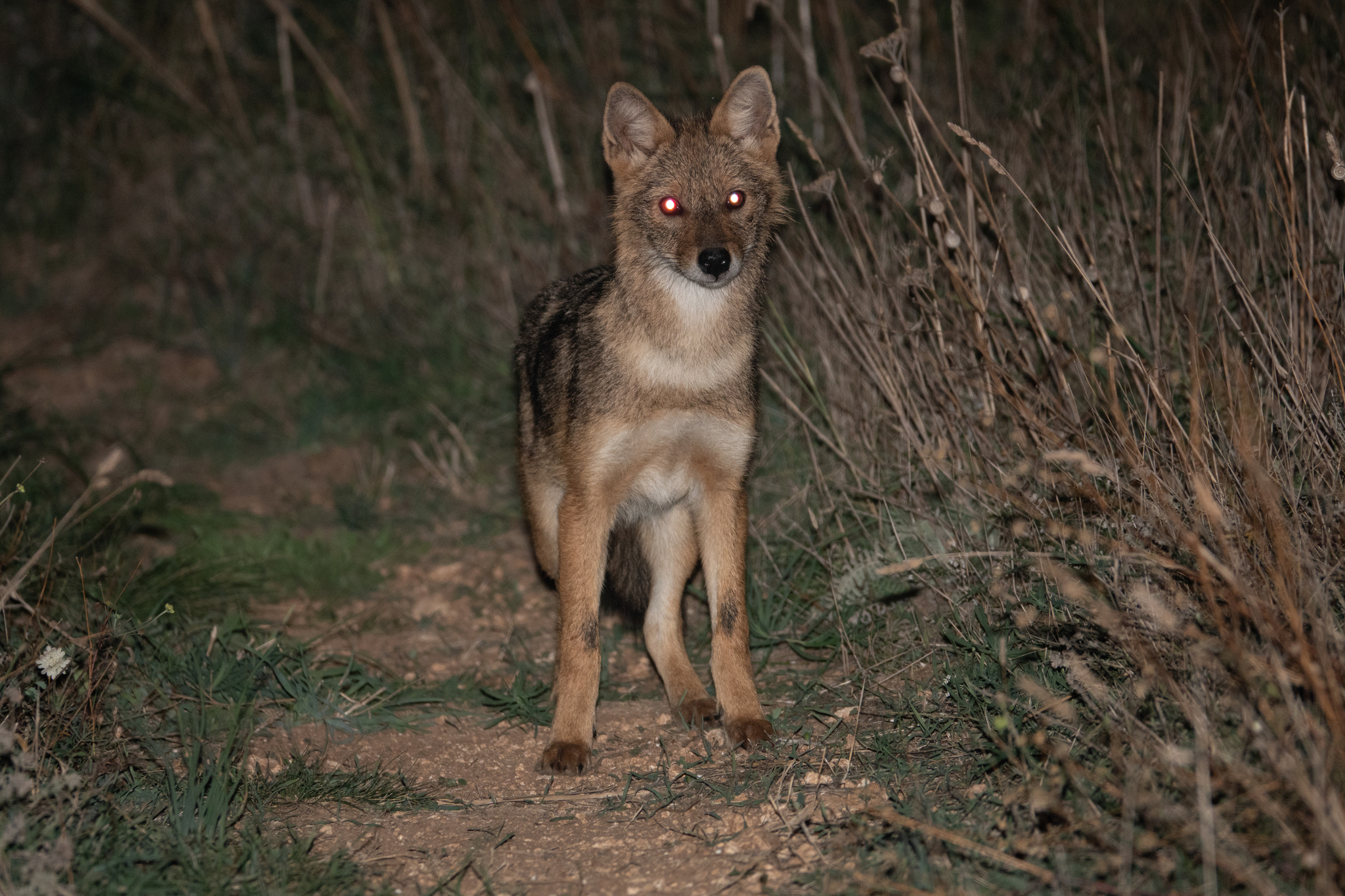
Șacal (Canis aureus moreoticus)
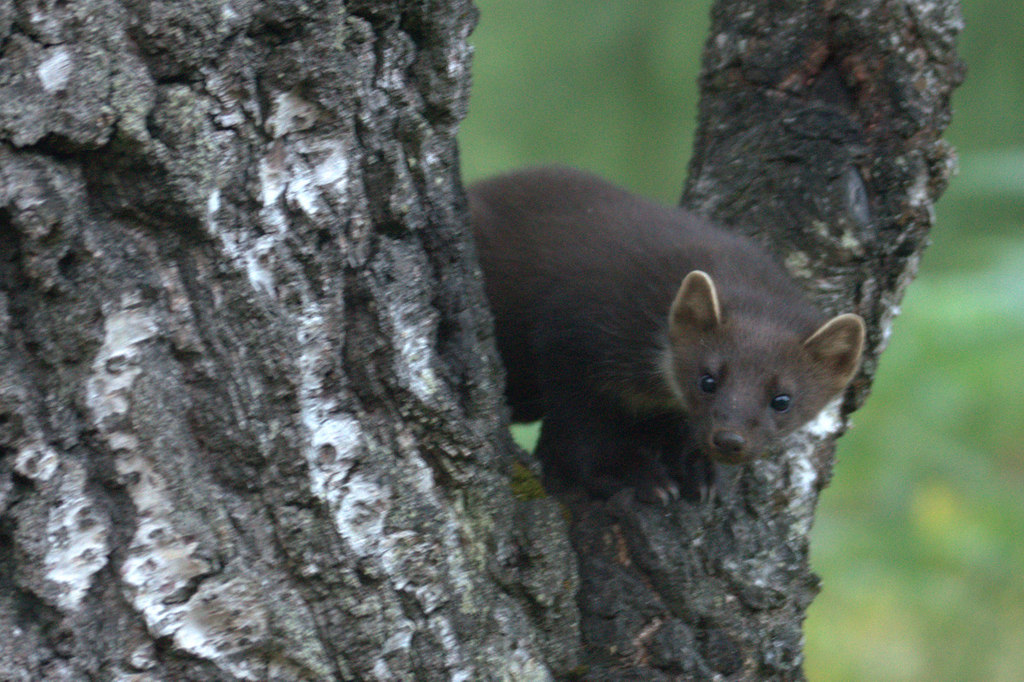
Jder de copac (Martes martes)
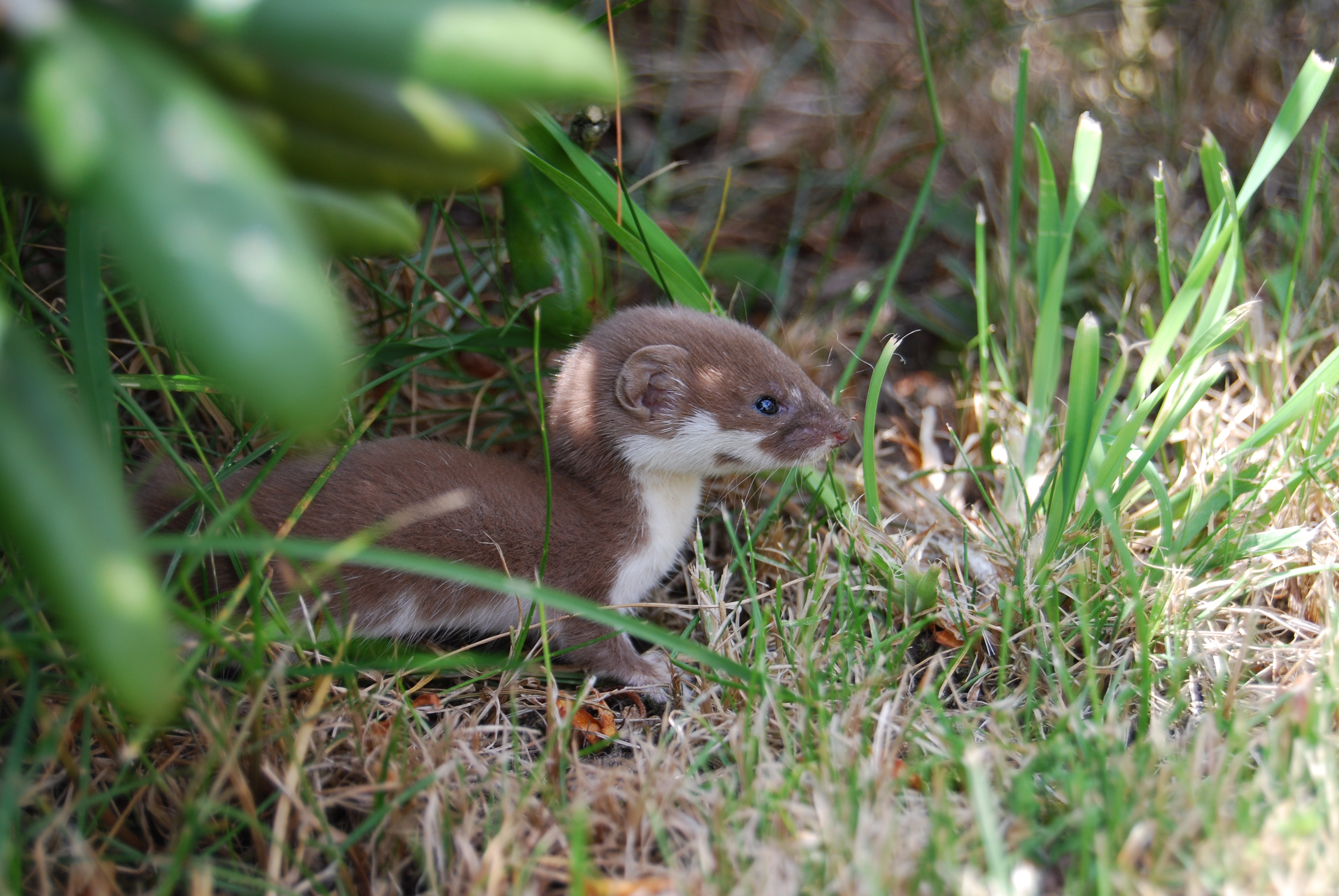
Nevăstuică (Mustela nivalis)
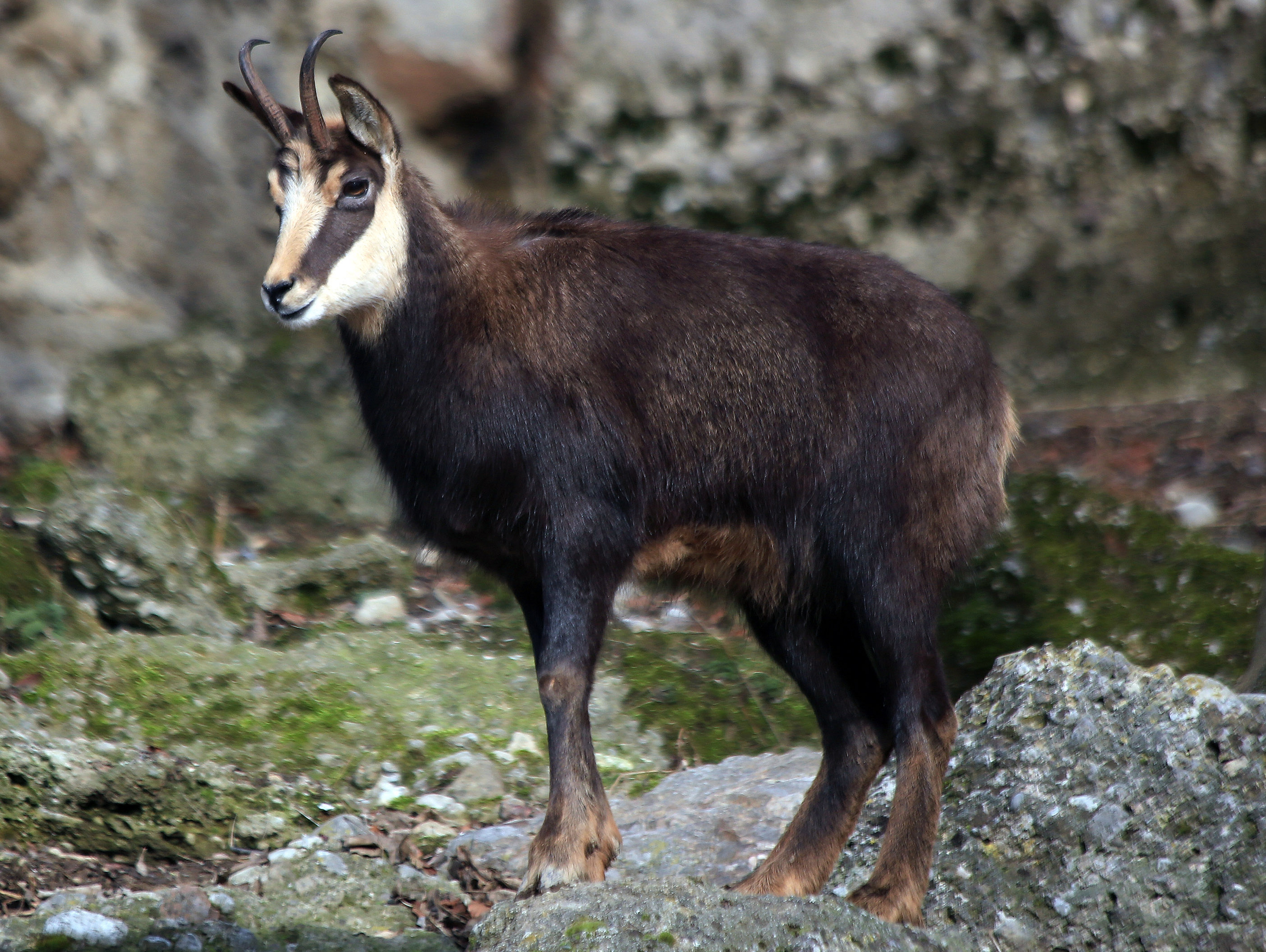
Capră neagră
(Rupicapra rupicapra)

## Turism
Muntele Dinara este o destinație cunoscută pentru drumeție. Spre deosebire de alte vârfuri montane europene, cel mai înalt vârf din Croația, Sinjal (1.831 m) este relativ ușor de escaladat. La scurt timp după eliberarea Dinarei în Războiul de Independență al Croației, alpiniștii croați au lansat o campanie pentru a ajunge pe vârf, care a devenit între timp o tradiție. Există, de asemenea, numeroase trasee de drumeție, iar câteva cabane și adăposturi montane sunt, de asemenea, disponibile pentru sejururi nocturne.
Cel mai spectaculos versant este cel sud-vestic. Are șase kilometri lungime și până la 1.700 de metri înălțime, oferind o priveliște interesantă pentru turiști. Masivul Dinara nu atrage mulți alpiniști, excepția fiind vârful Ošljak (1.706 m). 

### Trasee montane
Masivul Dinara este orientat pe direcția nord-vest-sud-est. Cel mai scurt traseu către vârful Dinara pornește din satul Glavas, pe versantul sudic. Este ușor din punct de vedere tehnic și bine marcat, dar destul de lung, având o diferență de nivel de 1.300 de metri și necesitând aproximativ 4-5 ore pentru urcare.
Traseul se desfășoară pe teren deschis, fără vegetație înaltă mai sus de Gornji Bunar. Două variante de durată echivalentă - 3 ore - sunt disponibile pentru a ajunge pe vârf: prin sud-vest, pe lângă refugiul Drago Grubać (1.645 m), apoi de-a lungul crestei nord-vestice, sau prin nord-est, pe lângă refugiul Martinova Košara (1.287 m). Pe vârf a fost ridicată o cruce de vârf orientată spre Bosnia.

### Refugii montane
- refugiul montan Glavaš (550 m, capacitate 8 locuri) este situat la 200 m nord de ultimele case din satul Glavaš. Este de fapt un container metalic cu două încăperi,

- cabana Brezovac (1.050 m, capacitate 50 de locuri) se află în pădure, la marginea dolinei Brezovac. Brezovac este o mică stațiune montană, cu câteva locuințe de vacanță în folosință. Cabana are trei camere la parter, dintre care una este amenajată ca sală de mese, iar la primul etaj sunt două dormitoare,

- refugiul montan Martinova Košara (1.287 m, capacitate 14 locuri) este situat în Donje Torine. Clădirea este o veche casă de cioban care servește în prezent drept adăpost simplu. Cazarea este gratuită,

- refugiul montan Pume (1.630 m, capacitate 25 locuri) este situat sub vârful Velika Duvjakuša (1.709 m), cel mai înalt vârf Troglav de pe teritoriul croat. Este o clădire simplă din cărămidă, cu o mansardă din lemn și o terasă acoperită,

- refugiul montan Drago Grubać (1.645 m, capacitate 12 locuri) este un adăpost simplu situat în zona de mare altitudine de pe muntele Dinara, construit într-o poiană pitorească de sub vârful Dinara.

### Atracții turistice

#### Vârful Dinara (Sinjal)
Cel mai înalt vârf montan din Croația și unul dintre cele mai înalte vârfuri ale masivului Dinara, situat la o altitudine de 1831 m. Vârful este marcat de un stâlp geodezic pe care este inscripționat 1831 Vrh Hrvatske („1831 vârf al Croației”).

#### Pârâul Rumin
Pârâul Rumin este al doilea cel mai mare afluent al râului Cetina, punctul de confluență fiind situat în apropierea comunei Hrvace. Include sursele Veliki („Marele”) și Mali („Micul”) Rumin și zona adiacentă. Sursa mai mică este un torent care seacă vara, în timp ce cea mai mare, care izvorăște de sub ravena Greda, rămâne activă tot timpul anului.

#### Cursul superior al râului Krka
Această zonă include râul Krka, de la izvorul său de lângă cascada Krčić (Topoljski buk) până la Skradinski buk, pe o lungime de 100 de metri, de-a lungul defileului. Skradinski buk este o serie de cascade care formează un lac mare, natural, cu apă limpede, cu cascade înalte la cele două capete. Formează cel mai jos dintre cele trei seturi de cascade formate de-a lungul râului Krka.
Izvorul râului Krka este format din trei surse permanente. Sursa principală este situată într-o peșteră, la 224 m altitudine. Cursul superior al râului Krka este caracterizat de un peisaj și biodiversitate excepționale, precum și de caracteristici geomorfologice – defileu, baraje de travertin și cascade.

#### Izvoarele râului Cetina
Zona include cele mai mari trei izvoare ale râului Cetina, situate la marginea câmpului carstic Paško polje, lângă Vrlika: Veliko Vrilo (sursa Glavaš), Vuković Vrilo și Batić Vrilo. Toate izvoarele sunt de tip ascendent, formate la contactul dintre marna impermeabilă din câmp și calcarul impermeabil al platoului înconjurător.

#### Râul Krčić
Râul Krčić izvorăște de la poalele muntelui Dinara, la o altitudine de aproximativ 375 m, dintr-o bază de calcar cu dolomiți jurasici impermeabili. Krčić este o sursă morfogenetică a râului Krka, transformându-se treptat într-un torent, din cauza crăpăturilor verticale de pe cursul său, și devenind un afluent al râului Krka al cărui izvor se află sub Topoljski buk.
Krčić are aproximativ 10,5 km lungime și pe cursul său formează trei cascade: prima lângă satul Krčić, a doua, Mali buk, lângă moara Radulović și ultima, Topoljski buk, cu o barieră largă de travertin de 22 de metri înălțime și 30 de metri lățime, capătul râului Krčić, reprezentând un fenomen geomorfologic separat.

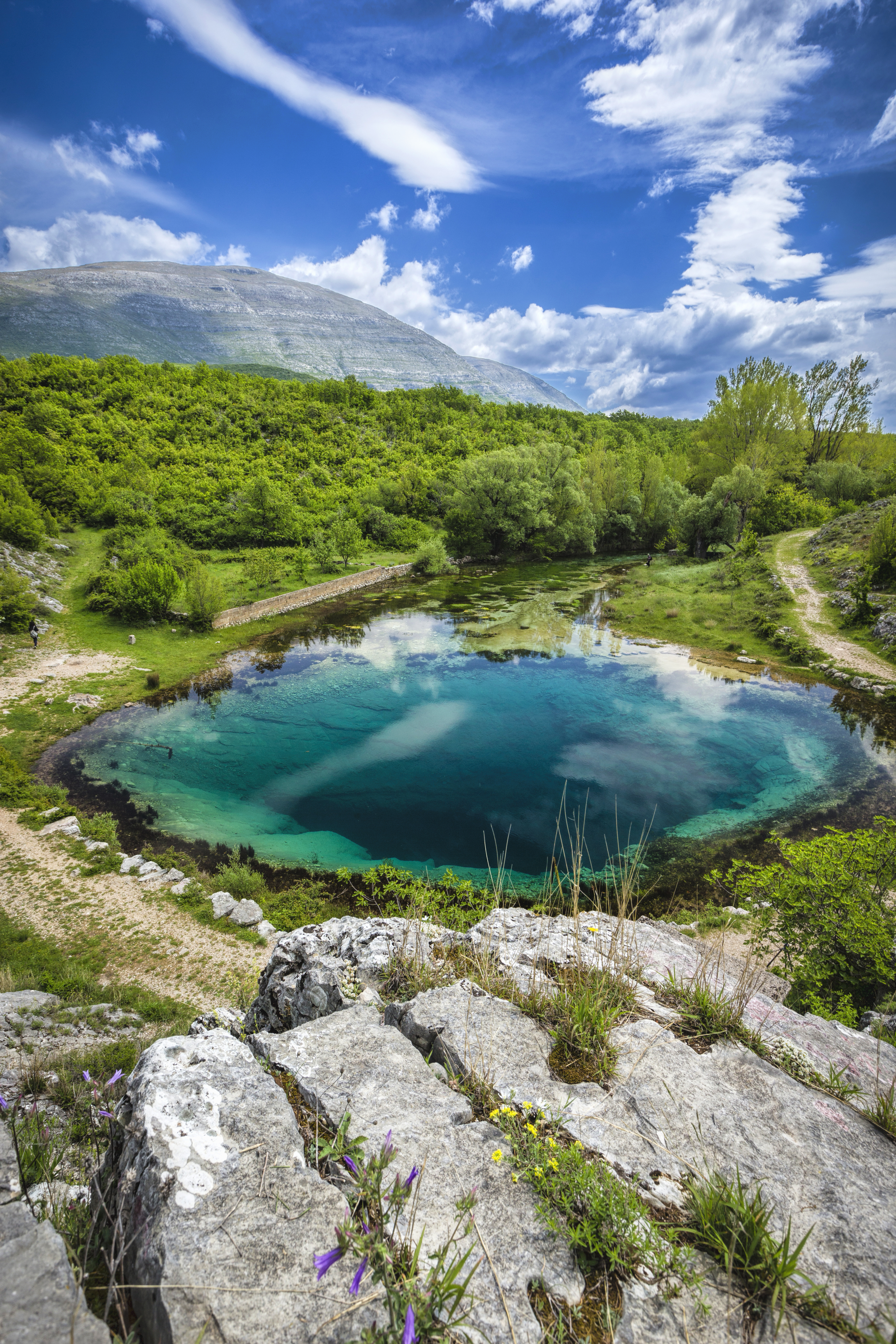
Sursa râului Cetina
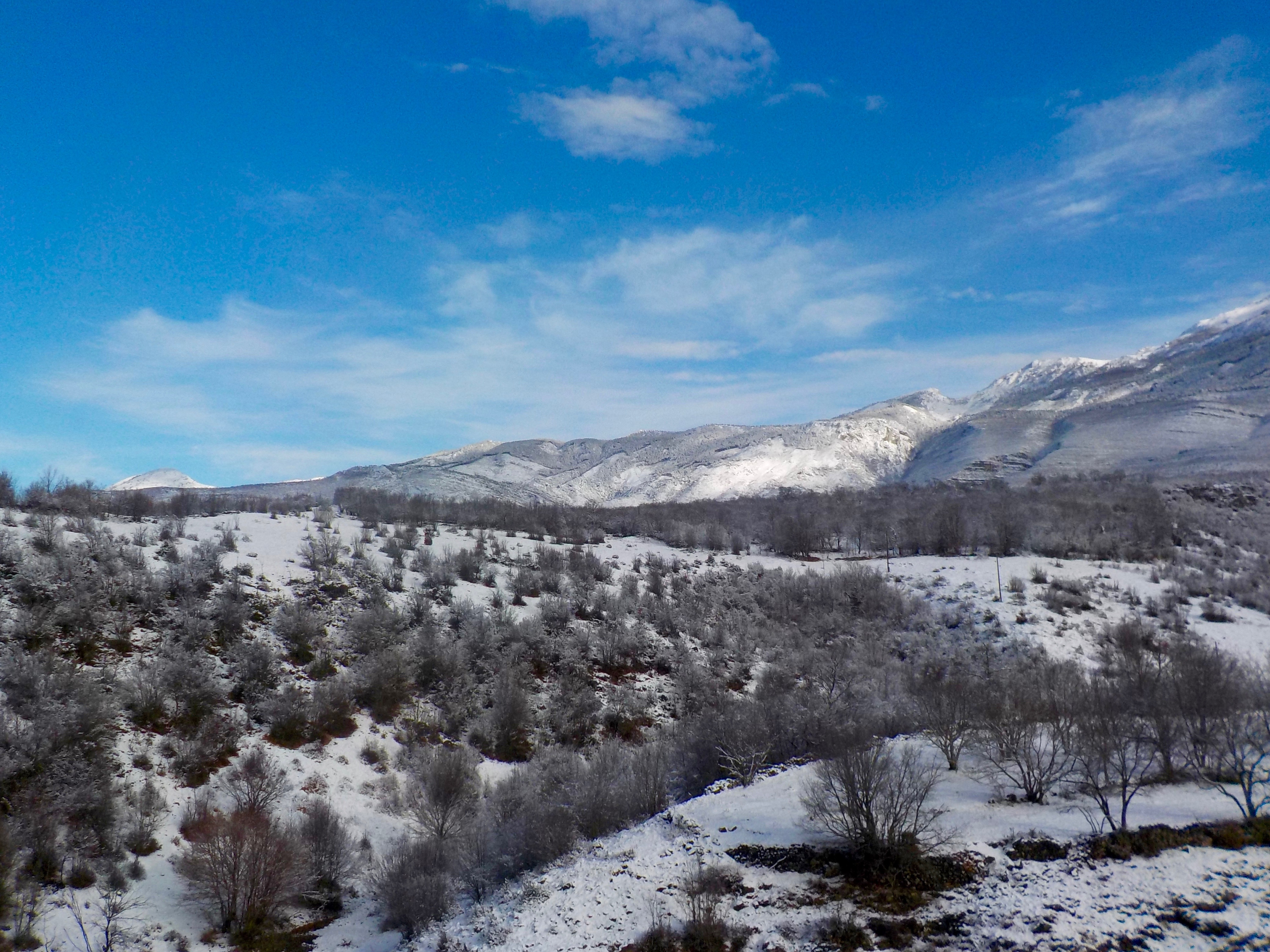
Versantul nordic al muntelui Dinara
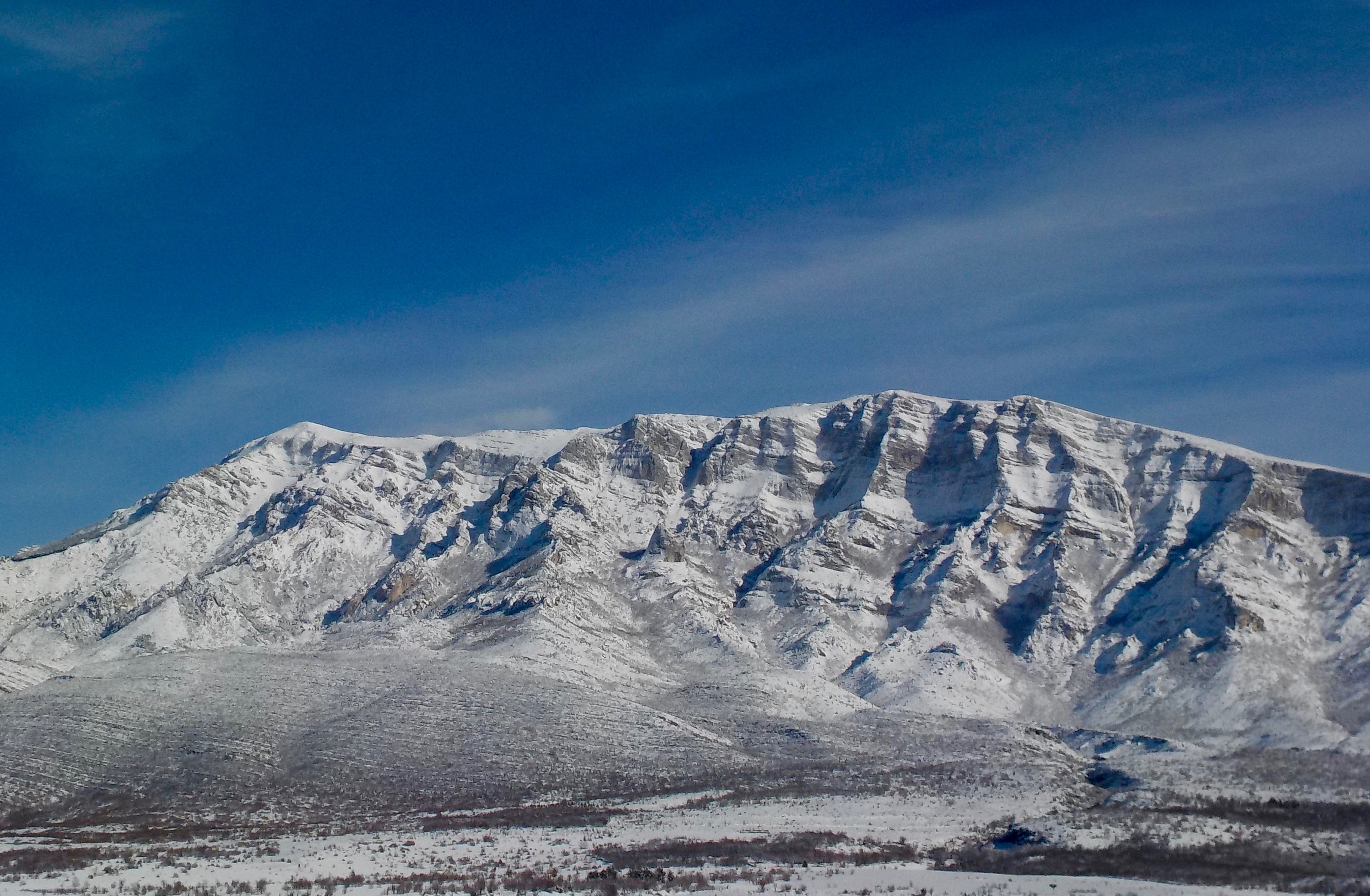
Partea centrală a muntelui Dinara
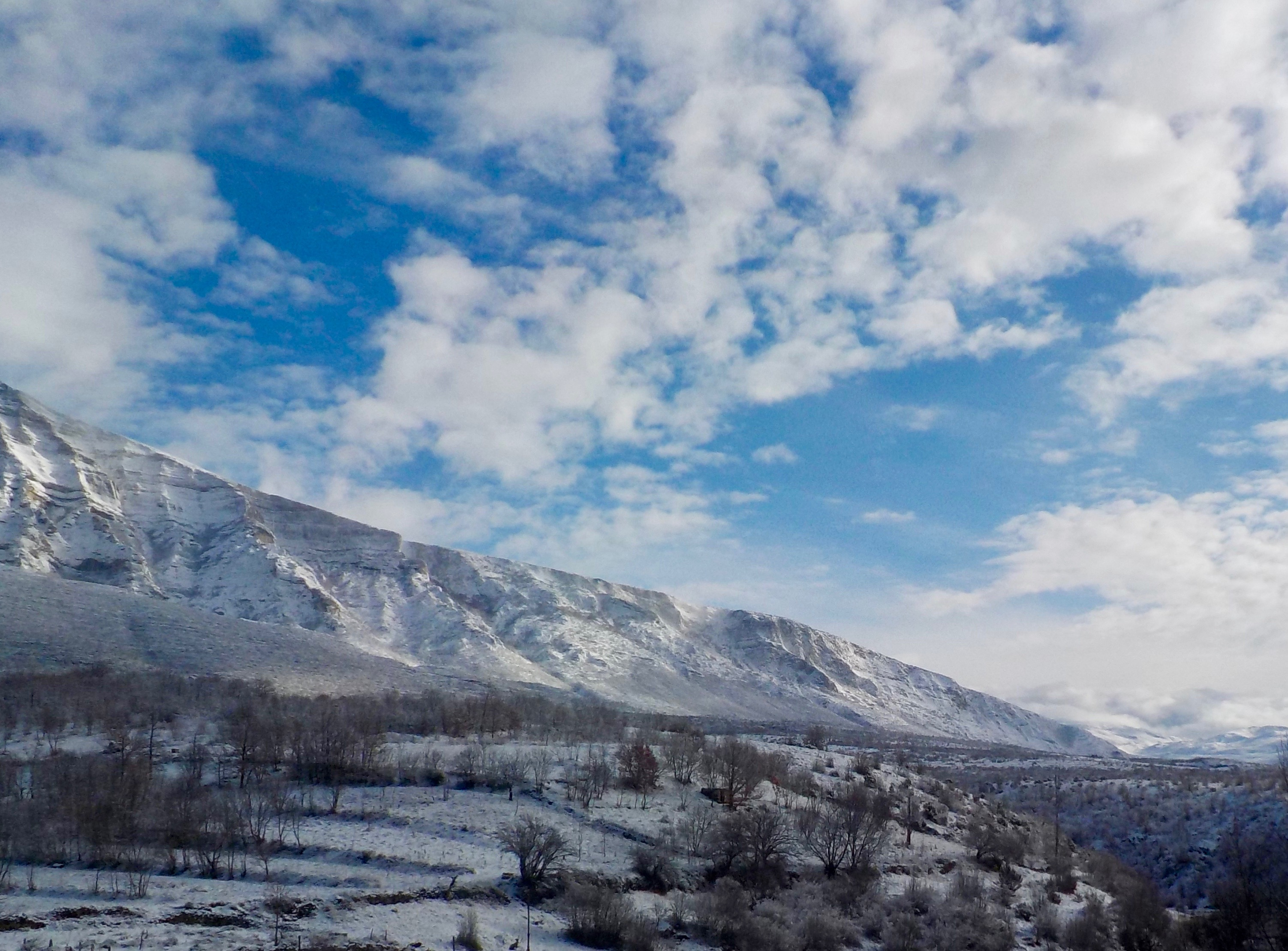
Versantul sudic al muntelui Dinara
Cascadă pe râul Krka
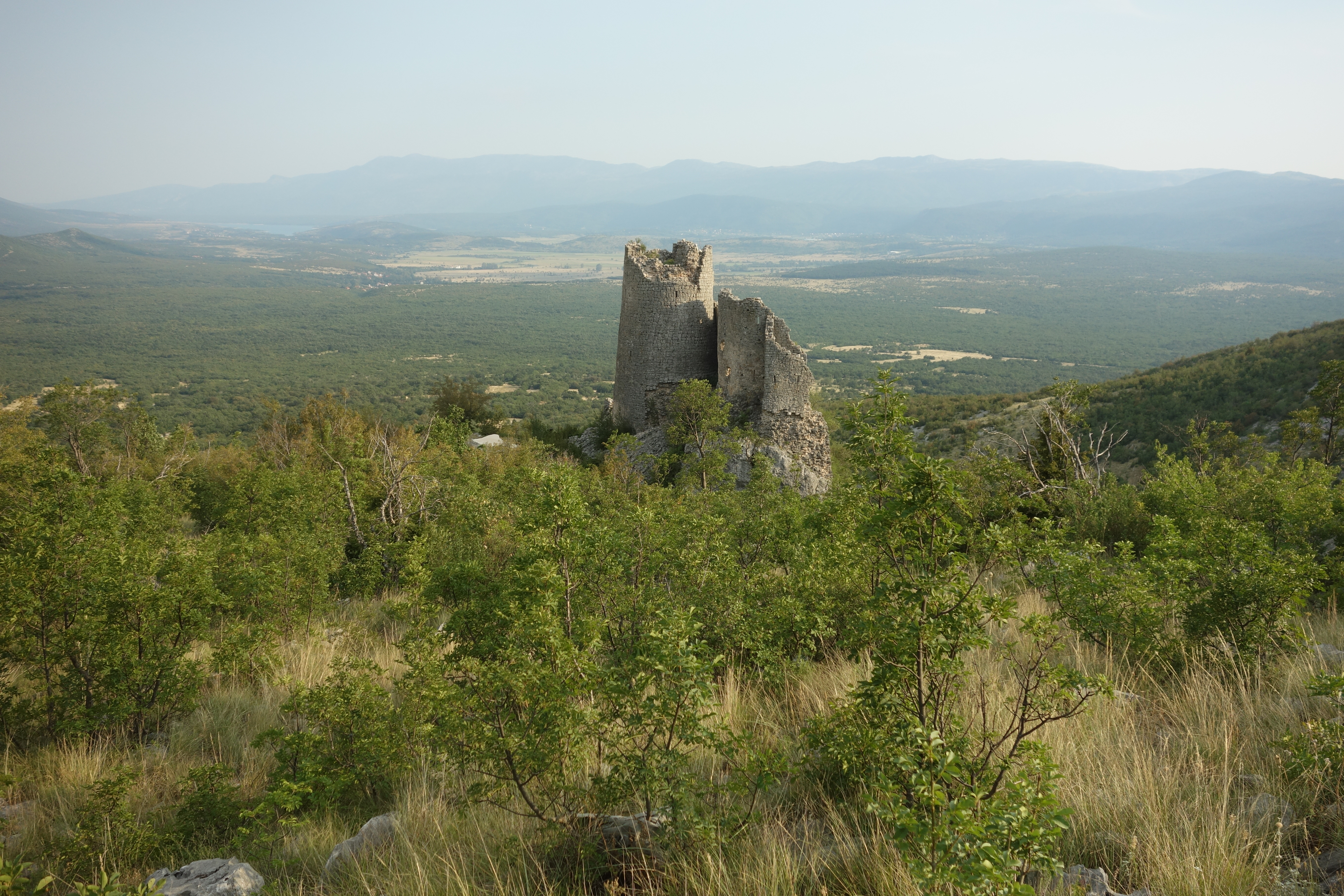
Turnul Glavaš, Dinara
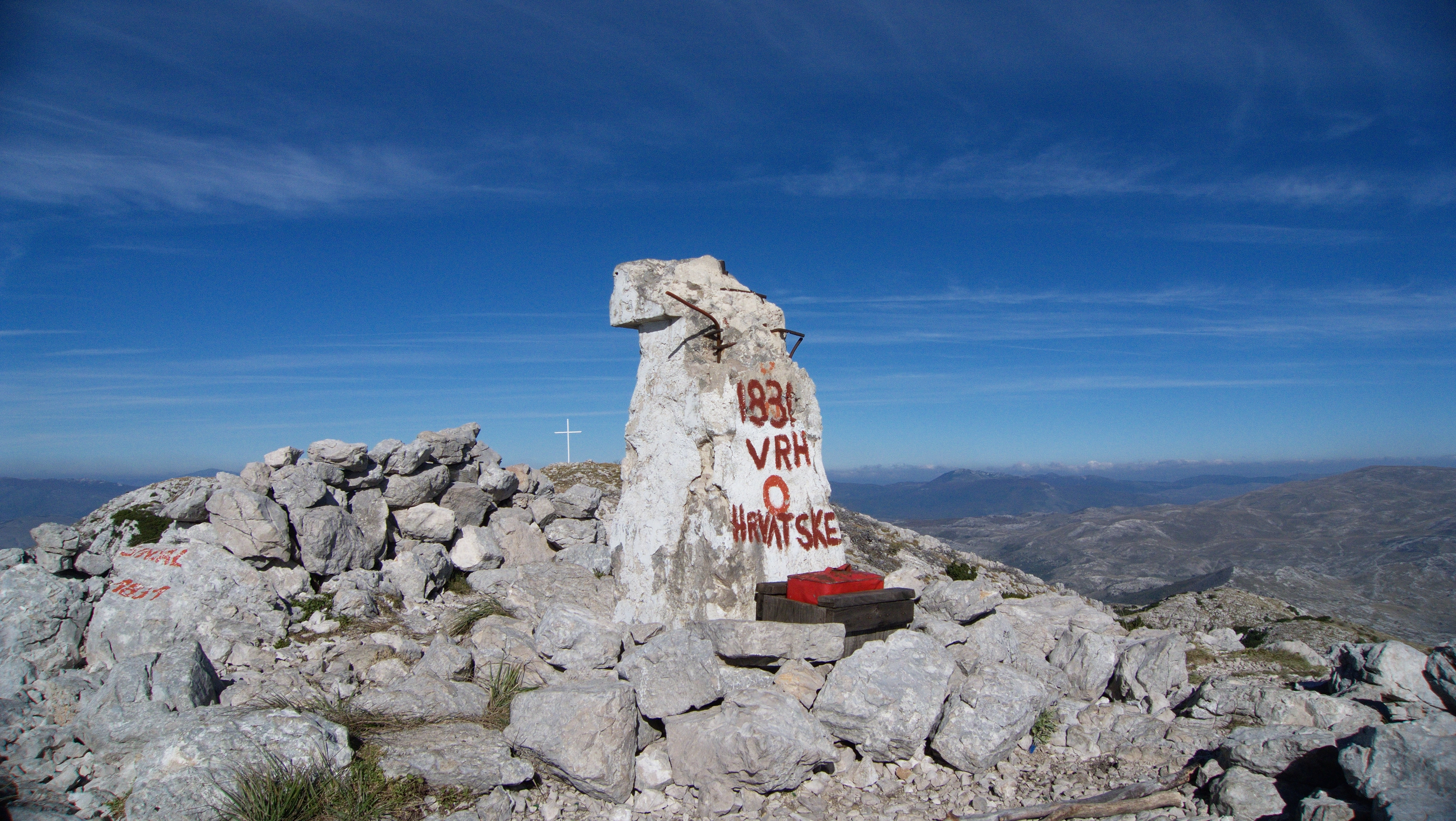
Vârful Dinara